# Uslar

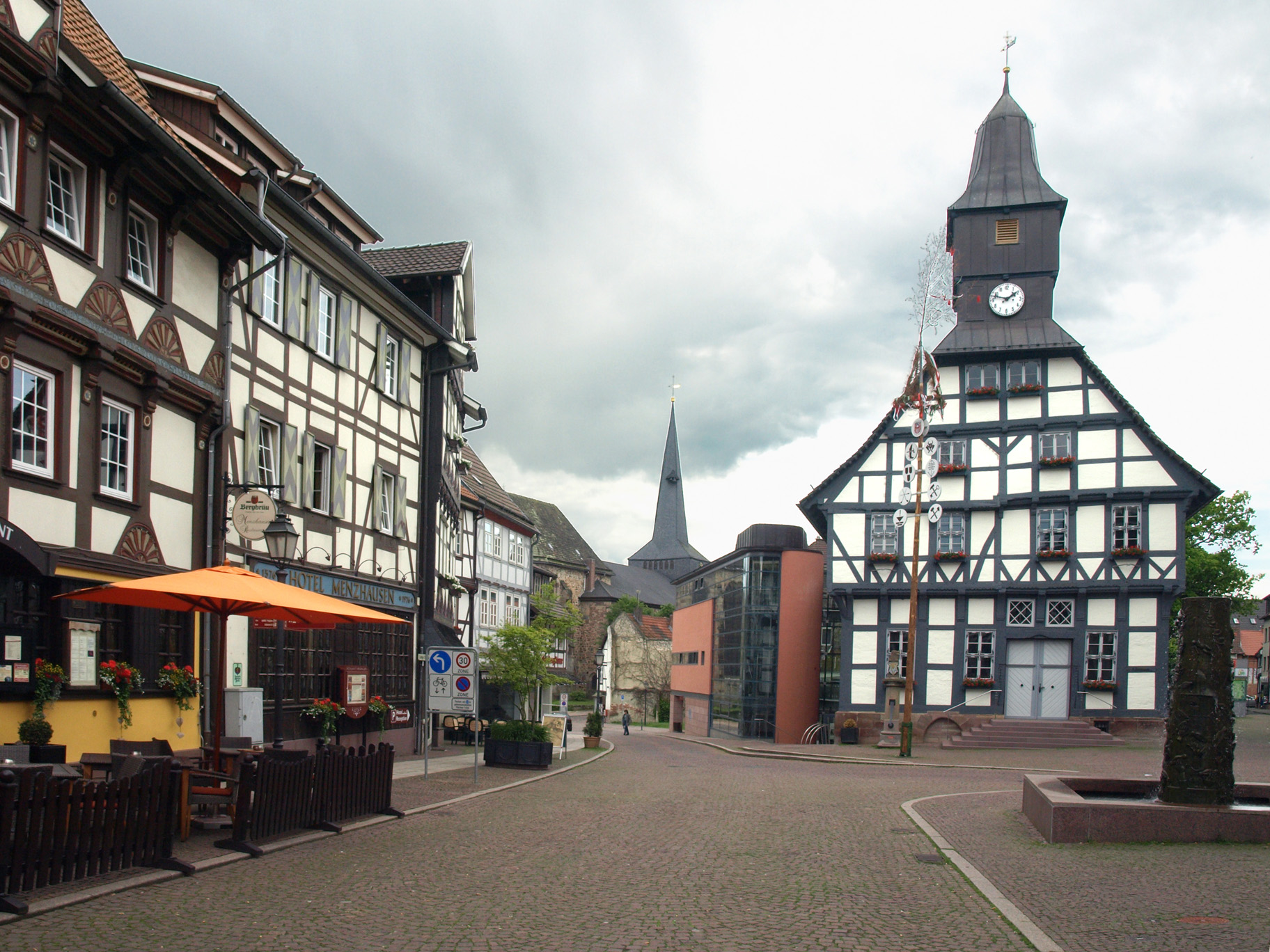
Zentrum von Uslar. Lange Straße mit dem historischen Rathaus und der St.-Johannis-Kirche in der Bildmitte im Hintergrund.

Uslar ist eine Kleinstadt und ein Mittelzentrum am südwestlichen Rand des Sollings im niedersächsischen Landkreis Northeim. Der staatlich anerkannte Erholungsort hat rund 14.000 Einwohner.

## Namensherkunft
Zur Etymologie des Ortsnamens wird vermutet, dass in der jüngeren Steinzeit die nach den charakteristischen Verzierungen ihrer keramischen Gefäße benannten Bandkeramiker den Uslarer Raum besiedelten. Fluss- und Bachläufe hatten nach heutigem Wissen bei ihnen die Endung „-ar“ oder „-er“, wobei „a“ möglicherweise für Wasser steht. Genaueres ist bis heute nicht bekannt. Aus den Endungen leitete sich vielleicht auch der damalige Name „Üssel“ für den Italsbach ab, der angeblich „kaltes Wasser“ bedeutet (noch heute reden Senioren auf plattdeutsch von der Üsselbeke). Im Laufe der Zeit wandelte sich die Bedeutung von „-ar“ bzw. „-ari“ dann eventuell in „(Lager- oder Weide-)Platz am Wasser“.
Frühere Schreibweisen waren unter anderem Husleri, Huslere, Uslere, Usseler, Usler, Uslir, Üsler und Uslaria. Zwischenzeitlich hieß Uslar auch für kurze Zeit Freudenthal.
Alte Bezeichnungen: 1006–1007 Huslere, 1141 Ernestus de Vslare, 1142–1153 Eluericus de Uslere, 1189 Eluericus de Uslere, vor 1199 Huslere, 1202 Hermannus de Uslere, 1205–1216 Hildebrandus de Uslaria
„-lar“ bedeutet „Weide“, „Wald“; „us-“ ist wohl von „es-“, „wasal“, „ooze“, „waso“, „wase“, abzuleiten und bedeutet „feucht“, „nass“, „Regen“, „Rasen“, „Erdscholle“, „Grube“, „Feuchtigkeit“, „Schlamm“ oder „feuchter Erdgrund“.
Uslar kann als „Wald, Waldstück in feuchter, sumpfiger Lage“ gedeutet werden. Die Lage Uslars in einem Gebiet, welches von Ahle, Rehbach, Martinsbach und Mühlengraben um- und durchflossen wird, unterstützt diese Deutung.
Uslar hatte früher den Beinamen „Stadt der Ilsemöbel“ (siehe Wirtschaftsgeschichte) und beansprucht – wie viele Nachbarstädte auch – das „Tor zum Solling“ zu sein.

## Geografie

### Geologie
Die Kernstadt Uslar liegt in dem in das Buntsandsteingewölbe des südlichen Sollings eingesenkten Sedimentfall und 8,28 Quadratkilometer großen, waldreichen Naturraum Uslarer Becken (Nr.: 370.2; Haupteinheit Nr. 370: Solling, Haupteinheitengruppe Nr. 37: Weser-Leine-Bergland) im mitteldeutschen Gebirgsland.
Die Beckenlandschaft rund um die Kernstadt ist dank der Lößböden sehr fruchtbar und hat einen hügeligen, sehr ländlichen Charakter mit vielen Laub- und Nadelwaldflächen und Bachläufen.
Einige der Wasserläufe in und um Uslar sind die Schwülme, die Ahle, der Martinsbach, der Katzbach, der Mühlen- und Hüttengraben sowie der Rehbach.
Vom Westen über den Norden bis in den Osten ist Uslar umsäumt vom Waldgebiet des Sollings. Im Südosten liegt der Bramwald und im Südwesten der Reinhardswald. Fichten und Buchen dominieren die Wälder.

### Geografische Lage

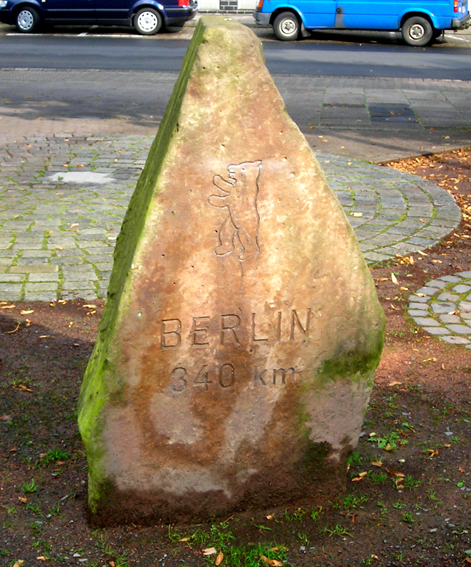
Meilenstein am Neustädter Platz in Uslar

Uslar liegt im südlichen Weserbergland, im südwestlichen Teil des südniedersächsischen Landkreises Northeim im ehemaligen Regierungsbezirk Braunschweig.
Größere Städte im Umkreis sind das Oberzentrum Göttingen im Südosten (34 Kilometer per Straße, zirka 26 Kilometer Luftlinie), Kassel im Süden, Holzminden sowie Höxter im Nordwesten. Uslar grenzt im Norden an den Solling als Teil des Naturparks Solling-Vogler, der zweitgrößten zusammenhängenden Waldfläche des Mittelgebirges Niedersachsens. Das Dreiländereck Niedersachsen/Hessen/Nordrhein-Westfalen (Hannoversche Klippen mit Weser-Skywalk) am äußersten nordwestlichen Ortsrand von Bad Karlshafen ist zirka 25 Kilometer in westlicher Richtung entfernt und der Oberlauf des Flusses Weser in der Nachbargemeinde Bodenfelde zirka neun Kilometer ebenfalls westlich.
Bis zur Kreisstadt Northeim im Nordosten sind es zirka 36 Kilometer per Straße (zirka 26 Kilometer Luftlinie), bis zur Landeshauptstadt Hannover im Norden zirka 120 Kilometer und bis zur Bundeshauptstadt Berlin im Nordosten zirka 350 Kilometer.
Uslar hat im Westen des Landkreises Northeim die Funktion eines Mittelzentrums. Bezüglich ihrer Fläche und Einwohnerzahl ist Uslar drittgrößte Einheitsgemeinde im Landkreis.
Von den 113,4 Quadratkilometern Fläche entfallen 13,11 auf Siedlungen und 32,81 auf Naturflächen. 67,48 Quadratkilometer sind frei (Stand: 1997). 1999 gab es für die 16.385 Einwohner 7.238 Wohnungen.

### Klima
Bioklimatisch herrscht im Uslarer Raum ein Belastungs- und Übergangsklima zwischen See- und Kontinentalklima vor.

### Nachbargemeinden
Angrenzende Gemeinden sind im Uhrzeigersinn die Städte Moringen und Hardegsen (beide Landkreis Northeim) sowie der Flecken Adelebsen und – mit nur knapp 500 Metern Grenzlinie zur Uslarer Exklave Fürstenhagen – die Stadt Hann. Münden (beide Landkreis Göttingen). Im Süden grenzt Uslar an die Gemeinde Wesertal im hessischen Landkreis Kassel.
Im Norden und Westen ist Uslar von dem gemeindefreien Gebiet Solling (Landkreis Northeim) umgeben. Dadurch grenzt Uslar indirekt an die Stadt Dassel und den Flecken Bodenfelde (beide Landkreis Northeim), die Stadt Bad Karlshafen (Landkreis Kassel), den Ortsteil Würgassen der Stadt Beverungen (Kreis Höxter in Nordrhein-Westfalen), den Flecken Lauenförde und die Gemeinde Derental, die Ortsteile Neuhaus im Solling und Silberborn der Stadt Holzminden sowie die Gemeinde Heinade (alle Landkreis Holzminden).
Obwohl man auch direkte Grenzen zur Stadt Einbeck (Landkreis Northeim) oder zur Gemeinde Niemetal (Landkreis Göttingen) vermuten könnte, existieren diese nicht.

### Stadtgliederung
Die Stadt Uslar ist eine Einheitsgemeinde und besteht aus den folgenden 19 Ortsteilen:
| Name              | Einwohner (31. Dezember 2015) | Vorwahl |
| ----------------- | ----------------------------- | ------- |
| Ahlbershausen     | 139                           | 05571   |
| Allershausen      | 589                           | 05571   |
| Bollensen         | 485                           | 05571   |
| Delliehausen      | 484                           | 05573   |
| Dinkelhausen      | 327                           | 05571   |
| Eschershausen     | 491                           | 05571   |
| Fürstenhagen      | 345                           | 05574   |
| Gierswalde        | 283                           | 05573   |
| Kammerborn        | 239                           | 05571   |
| Offensen          | 289                           | 05506   |
| Schlarpe          | 425                           | 05573   |
| Schönhagen        | 1003                          | 05571   |
| Schoningen        | 852                           | 05571   |
| Sohlingen         | 589                           | 05571   |
| Uslar (Kernstadt) | 5530                          | 05571   |
| Vahle             | 244                           | 05571   |
| Verliehausen      | 380                           | 05571   |
| Volpriehausen     | 1231                          | 05573   |
| Wiensen           | 566                           | 05571   |

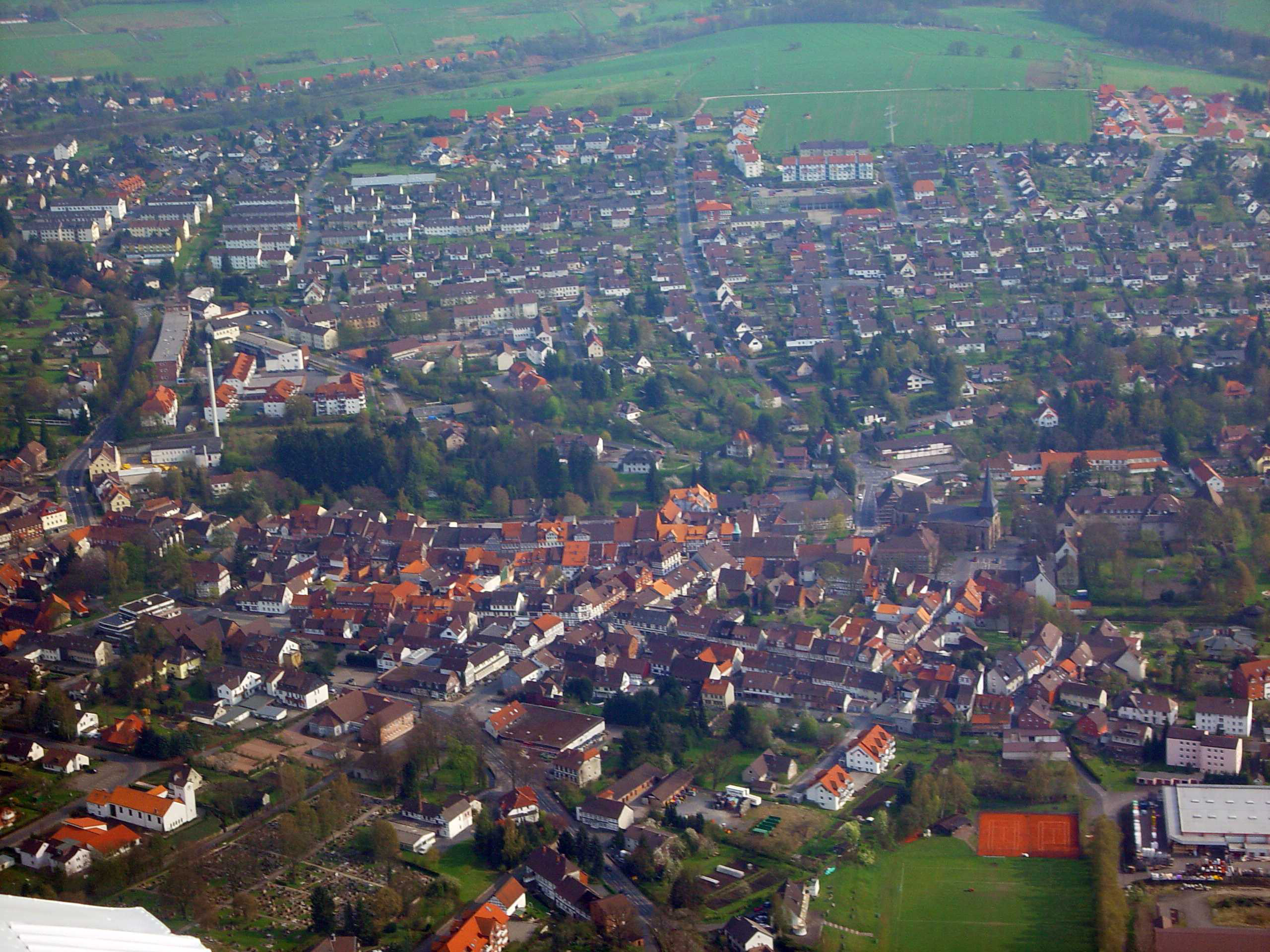
Blick auf Uslars Kernstadt und das Wohngebiet „Eichhagen“ (Foto: Archiv / „So Move e. V.“, 2002)

Eine Besonderheit stellt das südlich gelegene und zu Uslar gehörende Dorf Fürstenhagen dar. Es ist zu zirka ¾ vom hessischen Landkreis Kassel und zu zirka ¼ vom niedersächsischen Landkreis Göttingen umschlossen. Fürstenhagen ist somit eine Exklave des Landkreises Northeim und der Stadt Uslar. Regulär ist das Dorf nur über das hessische Dorf Heisebeck zu erreichen. Vom Landkreis Göttingen führen des Weiteren einige für den öffentlichen Verkehr gesperrte Waldwege nach Fürstenhagen.
Die Kernstadt ist offiziell nicht in Stadtteile gegliedert. Einheimische unterscheiden jedoch zwischen „Auschnippe“, „Bella Clava“, „Eichhagen“, „Ilsesiedlung“, „Industriegebiet“, „Innenstadt“, „Kanzlerviertel“, „Kinderdorf“, „Kleines Feld“, „Kupferhammer“, „Unterhütte“ und „Oberhütte“, „Postberg“, „Rotenberg“, „Schwarze Erde“, „Wiesenstraße“ und „Ziegenbusch“. Die Namen resultieren meist aus den jeweiligen örtlichen Gegebenheiten oder aus Straßennamen und sind in Uslar und auch in den umliegenden Dörfern gebräuchliche Bezeichnungen.
Zu nennen wären ferner noch das „Rittergut Reitliehausen“ (im Westen der Kernstadt), „Donnershagen“ (zu Eschershausen), „Haje“ (zu Delliehausen), „Grimmerfeld“ (Delliehausen), der „Knobben“, das Gut „Steimke“ mit wüster Dunieburg (zu Wiensen), „Meinte“ (Ostteil Eschershausens), „Langental“ (zu Dinkelhausen), „Warneckenfeld“ (zu Wiensen), sowie „Steinborn“ (zu Schönhagen) als mehr oder weniger abgegrenzte Siedlungen.
Noch im letzten Jahrhundert gab es die „Forstsiedlung Grimmerfeld“ nördlich von Delliehausen. Bereits wesentlich früher untergegangen sind die Siedlungen „Wangensen“ (bei Wiensen) und „Schmachtshagen“ (bei Schönhagen).

## Geschichte

### Frühzeit und Mittelalter
Eine erste Besiedlung des Uslarer Gebietes erfolgte in der Jungsteinzeit durch frühe Ackerbaukulturen.
Uslar gab es unter der Bezeichnung „Husleri“ bereits im 9. Jahrhundert. Die Bezeichnung leitet sich von „Yssellär“ ab, was „Lager am kalten Wasser“ bedeutete. Ortsgründer war vermutlich ein Stamm der Chatten. Schriftlich wurde Uslar
erstmals um 1006/1007 als „Huslere“ in den Corveyer Traditionen Nr. 499 im Rahmen einer Schenkung von 30 Morgen Land von Luthardus, einem vermutlich adeligen Grundherrn, erwähnt.
Im 13. Jahrhundert, als Uslar bereits zum Herzogtum Sachsen gehörte und im Grenzgebiet zwischen Engern und Ostfalen lag, wechselten sich verschiedene Lehnsherren (z. B. die Grafen von Northeim und die Grafen von Dassel) in der Herrschaft über Uslar ab. Zwischen 1129 und 1135 benannten sich zwei Ministeriale des Siegfried IV. von Boyneburg, Hildebrandus und Alvericus, nach dem Ort Huslere. Dann folgt die Erwähnung einer (Wasser-)Burg, nach der sich die dortigen Burgmänner, die Ritter von Uslar nannten, kein fürstliches, aber vermutlich ein edelfreies Geschlecht.
1263 wurden Uslar von Herzog Albrecht I. von Braunschweig die Stadtrechte verliehen. Die Herren von Uslar wurden von ihm 1269 durch das Einsetzen von Stadträten verdrängt, wobei sie ihre Ländereien in Uslar gegen solche im heutigen Gleichen tauschten und in die Höhenburgen von Neuen- und Altengleichen wechselten. 1262 setzte Herzog Albrecht die Ritter Hermann III. und Ernst IV. von Uslar, Vögte von Corvey, als Burgmänner auf seiner Burg Gleichen ein; aus dieser Linie ging dann das noch heute bestehende Geschlecht der Freiherren von Uslar-Gleichen hervor. Daneben gibt es ein möglicherweise stammesgleiches, später geadeltes Goslarer Ratsgeschlecht von Uslar. Auch andere bürgerliche Familien benannten sich später herkunftshalber nach der Stadt. Der Familienname existiert in der Gegend um Göttingen, in ganz Deutschland und auch im spanischsprachigen Teil Südamerikas bis heute.
Für die an die Weser vordringenden Welfen war die dort später und vermutlich Anfang des 14. Jahrhunderts errichtete Burg sehr wichtig und es wurde dort auch residiert sowie Jagd betrieben. Für diese Burg wurde 1428 von Otto Cocles (der Einäugige), der hier auch aufwendig Hof hielt und Uslar später (1476) zu seinem Ruhesitz auserkor, eine Fürstenkapelle samt Wehrturm errichtet, aus der später dann die heutige St.-Johannis-Kirche hervorging (1277 wurde erstmals ein christlicher Pfarrer in Uslar erwähnt). Der Kirchturm war hierbei sicherlich der zugehörige Wehrturm der Burg.
Nach der Zerschlagung Sachsens gehörte Uslar dem Herzogtum Braunschweig-Lüneburg, genauer dessen zugehörigem Fürstentum Göttingen bzw. Fürstentum Calenberg, an. Zwischen 1485 und 1490 sowie auch 1585 war Uslar von der Pest betroffen. Von 1624 bis 1642 grassierten ferner Ruhr-, Typhus-, Blattern- und Pocken-Epidemien.

### Frühe Neuzeit und 19. Jahrhundert

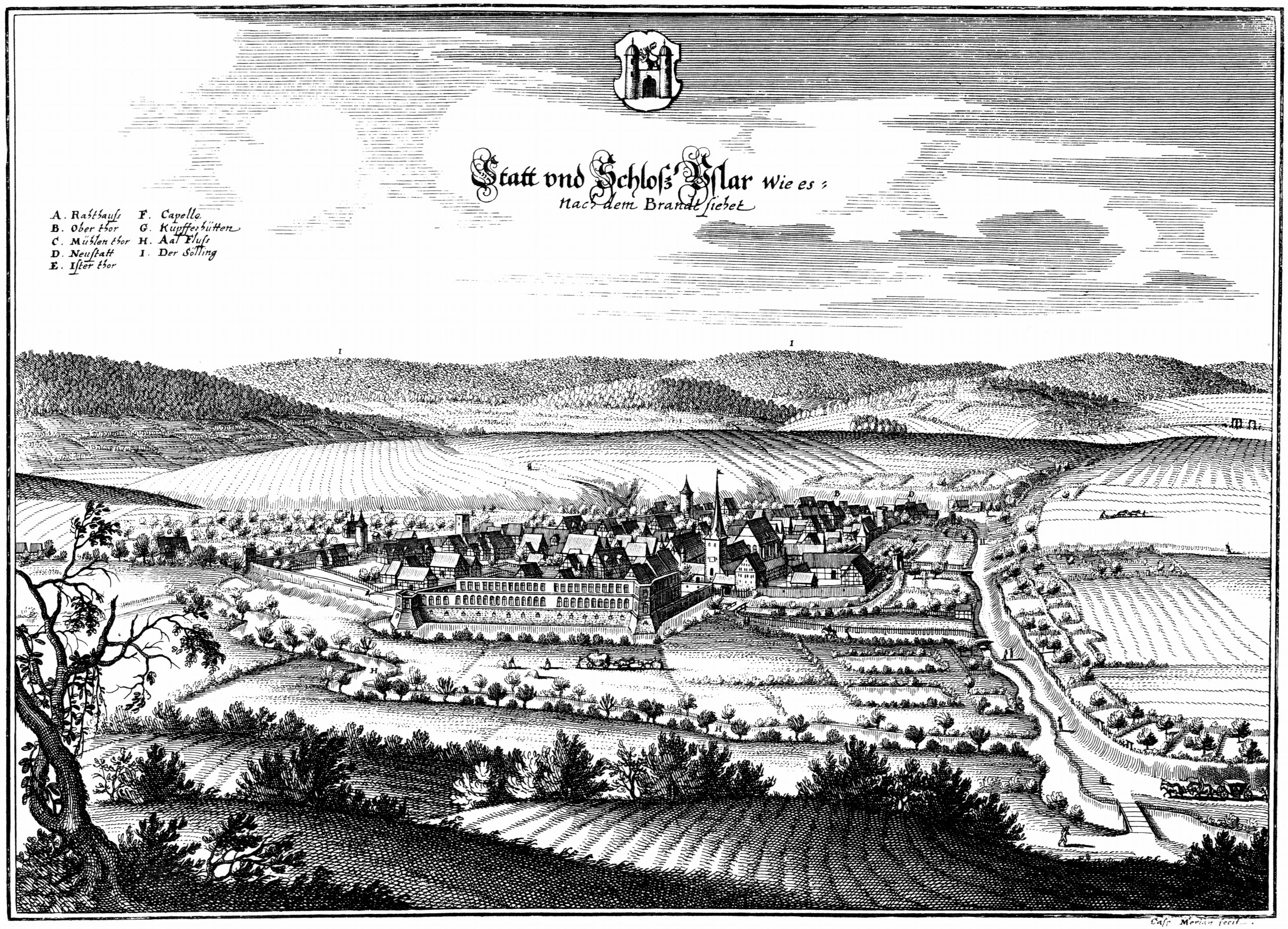
Merian-Stich von 1654: Stadt Uslar und Schloss Freudenthal (im Vordergrund) nach den großen Stadtbränden („wie es nach dem Brandt siehet“)

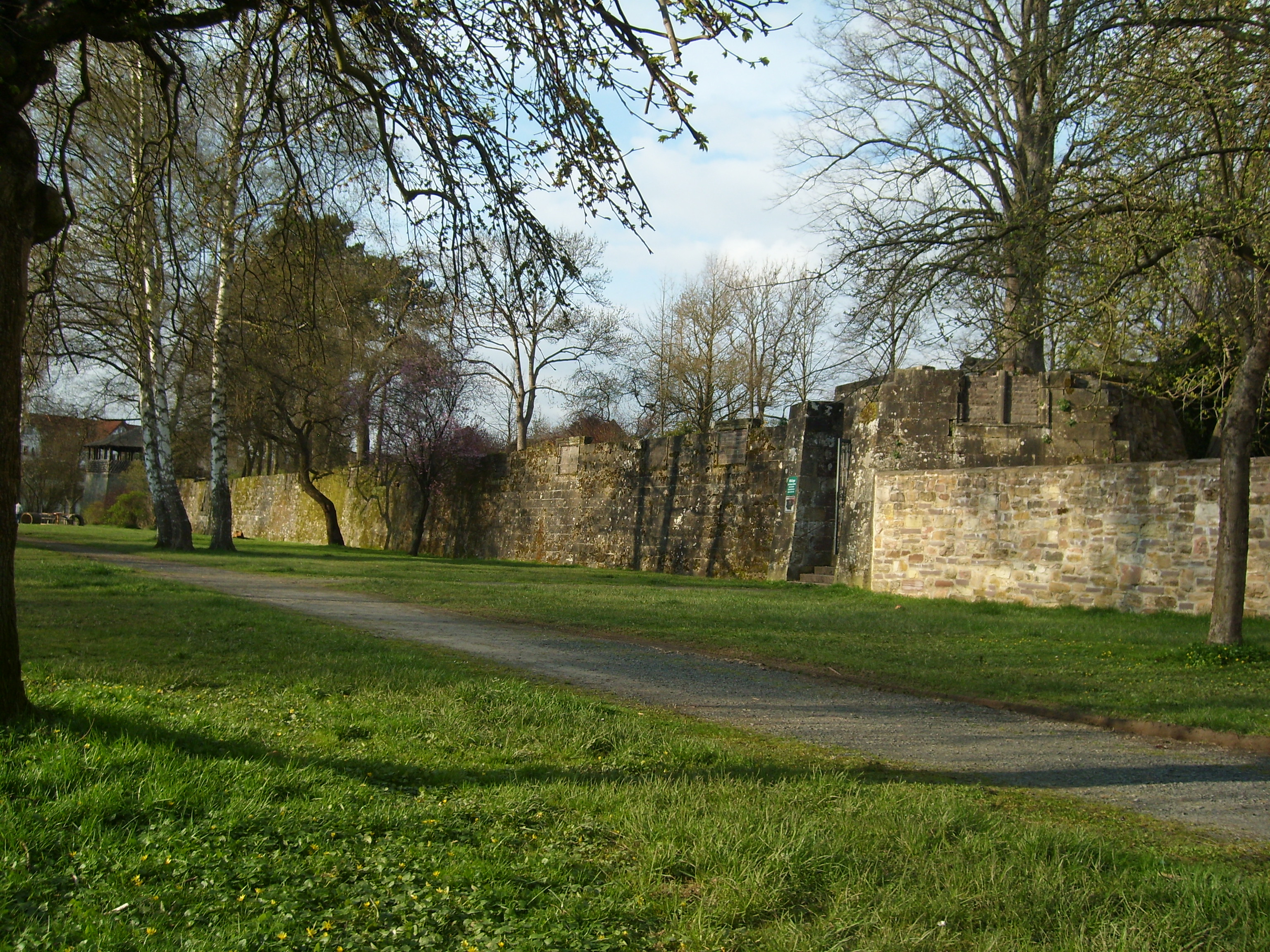
Reste des Sockelgeschosses von Schloss Freudenthal im Uslarer Schlosspark.

Zwischen 1559 und 1565 ließ Herzog Erich II. von Braunschweig-Göttingen in Uslar das Schloss Freudenthal von niederländischen Steinmetzen unter der Leitung von Elias Godefroy im Stil der Weserrenaissance wiedererrichten. Dafür wurden die Einwohner dieser Stelle zwecks Schaffung einer Schlossfreiheit zur besseren Aussicht vom Schloss 1561 in eine „Neustadt“ vor dem Osttor umgesiedelt, was den Namen des heutigen „Neustädter Platzes“ erklärt. Das Schloss brannte nach einem Blitzeinschlag 1612 ab und wurde nicht mehr aufgebaut. Die Mauern des Sockelgeschosses sind heute noch im südwestlich des Altstadtkerns gelegenen Schlosspark vorhanden. An die Stelle des Schlosses trat das fürstliche Amtshaus, das 1855 zum Landratsamt des Kreises Uslar wurde.
Als Folge des Schlossbrandes, weiterer Großfeuer 1625 und 1641 sowie infolge des Dreißigjährigen Krieges verlor Uslar stark geschädigt seine Bedeutung. Die Stadt wurde während des Krieges mehrfach von Tillys Truppen überfallen. 1654 hatte Uslar bereits eine Stadtmauer mit Wassergraben, wie der Merian-Stich (siehe Bild) belegt. Eine Stadtmauer ist bereits seit 1423 urkundlich belegt.
Ende des 18. Jahrhunderts gehörte Uslar zum Kurfürstentum Hannover (immer noch von Welfen regiert), genauer dem Fürstentum Göttingen, als Nachfolger des Fürstentums Calenberg. Während des Siebenjährigen Krieges wurde Uslar wiederum schwer gebeutelt, diesmal von französischen Truppen. Als Folge der Französischen Revolution kam Uslar jedoch bald als Teil dieses Fürstentums zum Departement Leine des Königreichs Westphalen, eines französischen Vasallenstaates (zeitweise von Napoleon regiert). Uslar war in dieser Zeit Hauptort des Kantons Uslar. Nach dem Wiener Kongress war Uslar dem neu gebildeten Königreich Hannover angehörig, welches wieder von Welfen regiert wurde. 1819 fiel mit 74 Häusern zirka ein Drittel der heutigen Innenstadt einem Großbrand zum Opfer, welcher 115 Familien mit 451 Personen obdachlos machte. Ab 1866 war Uslar aufgrund der verlorenen Souveränität Hannovers der neu gebildeten preußischen Provinz Hannover angehörig, womit die Welfenherrschaft endete.

### 20. Jahrhundert

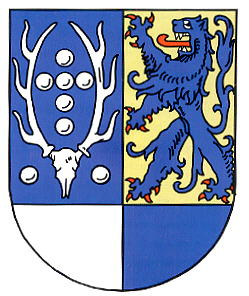
Wappen des Kreises Uslar

Vom 1. April 1885 bis zum 1. Oktober 1932 existierte der Kreis Uslar, dessen Kreisstadt Uslar war. Er hatte knapp 349 km² und umfasste die heutigen Gemeinden Uslar, Bodenfelde und das heute zum Landkreis Göttingen gehörende Adelebsen sowie die heutigen Holzmindener Stadtteile Neuhaus im Solling und Silberborn und das im Landkreis Holzminden liegende Lauenförde. Anfang des 20. Jahrhunderts wohnten zirka 18.500 Einwohner im Kreisgebiet. Der Kreis Uslar wurde am 1. Oktober 1932 dem Kreis Northeim mit Verwaltungssitz Northeim eingegliedert.

Im Ersten Weltkrieg fielen 80 Soldaten aus Uslar. In der Novemberrevolution von 1918 wurde die Stadt für einige Wochen von Arbeiter- und Soldatenräten kontrolliert. 1919 wurde das Frauenwahlrecht eingeführt und in der Weimarer Republik wurde der Stadtrat zum ersten Mal demokratisch gewählt. 1923 kam es zu Hungerunruhen in der Inflationskrise, in der die Stadt Notgeldscheine herausgab. 

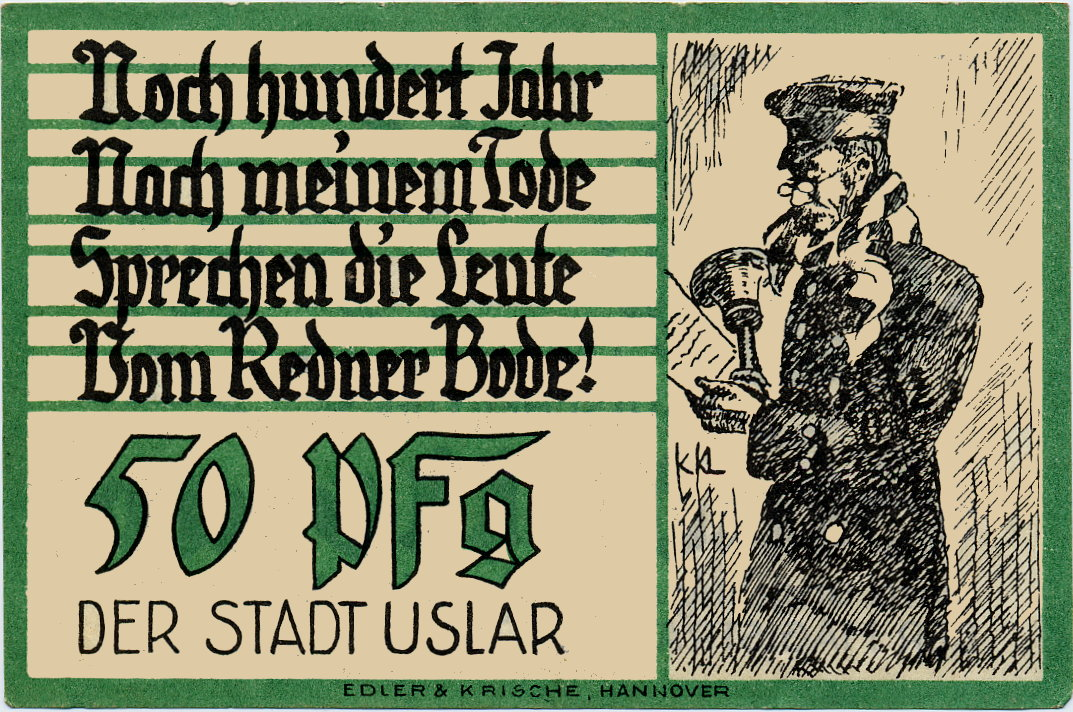
Notgeld der Stadt Uslar (Vorderseite 50 Pfennig): Redner Bode

 Nach Straßenkämpfen zwischen Nationalsozialisten und der Arbeiterbewegung kam es ab 1933 mit der Machtübernahme der NSDAP wie überall in Deutschland zur Verfolgung von Juden (von denen bis 1945 hier 17 starben) und Kommunisten. Uslar war seinerzeit Teil des NSDAP-Gaus Südhannover-Braunschweig. 1938 wurde die Ilse-Siedlung als Wohnsiedlung für Arbeiter der Möbelindustrie gegründet. Im Zweiten Weltkrieg hatte Uslar 165 Tote zu beklagen, blieb jedoch von Kriegszerstörungen weitgehend verschont. Zwar stellte sich in Uslars Westen vom 6. bis zum 9. April eine bayerische SS-Einheit mit fünf Tiger-Panzern als Nachhut des deutschen Heeres dem US-amerikanischen Einmarsch, konnte ihn jedoch trotz acht Gefallener in den eigenen Reihen am 9. April über Reitliehausen nicht verhindern. Kurze Zeit später wurde auf Befehl des amerikanischen Ortskommandanten das Albert-Schweitzer-Krankenhaus gegründet (das Krankenhaus wurde 1952 im Gebäude der „Reinald von Dassel“-Kaserne der Reichsarbeitsdienstabteilung II/185 an der St.-Johannis-Kirche untergebracht, es wurde aber Ende März 2013 geschlossen). Nach dem Zweiten Weltkrieg wurde Uslar schon im Juli 1945 an die britische Verwaltung übergeben; die Zahl der Einwohner wuchs durch Flüchtlinge und Vertriebene um mehr als die Hälfte von 3706 Einwohnern im Jahr 1945 auf 6207 im Jahr 1946. Damit einher ging auch eine Verschiebung der Konfession: War Uslar zuvor fast ausschließlich evangelisch-lutherisch, hatte es nun auch einen markanten Anteil römisch-katholischer Gläubiger aus den verloren gegangenen deutschen Ostgebieten. Uslar liegt seit 1946 im damals neu entstandenen Bundesland Niedersachsen. Am 1. März 1974 wurde mit der Gebietsreform in Niedersachsen die heutige Gemeinde Uslar gebildet.
Seit dem Niedergang der Möbelindustrie in der zweiten Hälfte des 20. Jahrhunderts hat Uslar mit dem Strukturwandel zu kämpfen. Seitdem ist die Arbeitslosenquote im Ort hoch, was möglicherweise auch die Probleme in den 1980er und 1990er Jahren mit dem Rechtsradikalismus – besonders im Zusammenhang mit der Unterbringung von Bürgerkriegsflüchtlingen aus dem ehemaligen Jugoslawien in den 1990er Jahren – erklärt (Uslar wurde seinerzeit regelmäßig im Bericht des niedersächsischen Verfassungsschutzes diesbezüglich erwähnt).
Am 31. Januar 2013 wurde die Jugendherberge, welche zum DJH-Landesverbandes Hannover gehörte, aufgegeben. Ursprünglich seit 1923 war das Deutsche Jugendherbergswerk in Uslar vertreten. Am 11. Mai 1930 wechselte diese in einen Neubau auf dem Kupferhammer und wurde 1983 geschlossen. Es folgte am 25. Oktober 1985 der Umzug und die Einweihung eines Neubaus. 1995 gab es über 15.000 Übernachtungen. Im Jahr 2015 wurde die Herberge in privater Hand wieder eröffnet.

### Wissenswertes
- Auf dem Parkplatz Graftplatz befand sich Ende des 19. Jahrhunderts/Anfang des 20. Jahrhunderts ein Kriegerdenkmal (steht nun in modifizierter Form auf dem evangelischen Friedhof[11]). Die Stadtverwaltung war damals die „Neue Schule“ (die „alte Schule“ lag in der Nähe des heutigen Heimatmuseums, des Museums Uslar).
- Das Haus an der Kreuzung Lange Straße/Kurze Straße war Anfang des 20. Jahrhunderts das kaiserliche Postamt.
- Die Sparkasse (Kreissparkasse Uslar ging bereits 1934 in der Kreis-Sparkasse Northeim auf) und die 1907 gegründete landwirtschaftliche Winterschule befanden sich noch Mitte des 20. Jahrhunderts in dem Haus oberhalb der ehemaligen Postfiliale an der Bahnhofstraße.
- Die Mühlenstraße hatte bis in die 1950er Jahre eine alleeartige Baumbepflanzung, wie Anfang des 20. Jahrhunderts auch der untere Postberg.
- Der Neustädter Platz (früher: „Neuer Platz“) war Anfang des 20. Jahrhunderts ein Park mit offenem Wasserlauf des Martinsbachs.

### Religionen

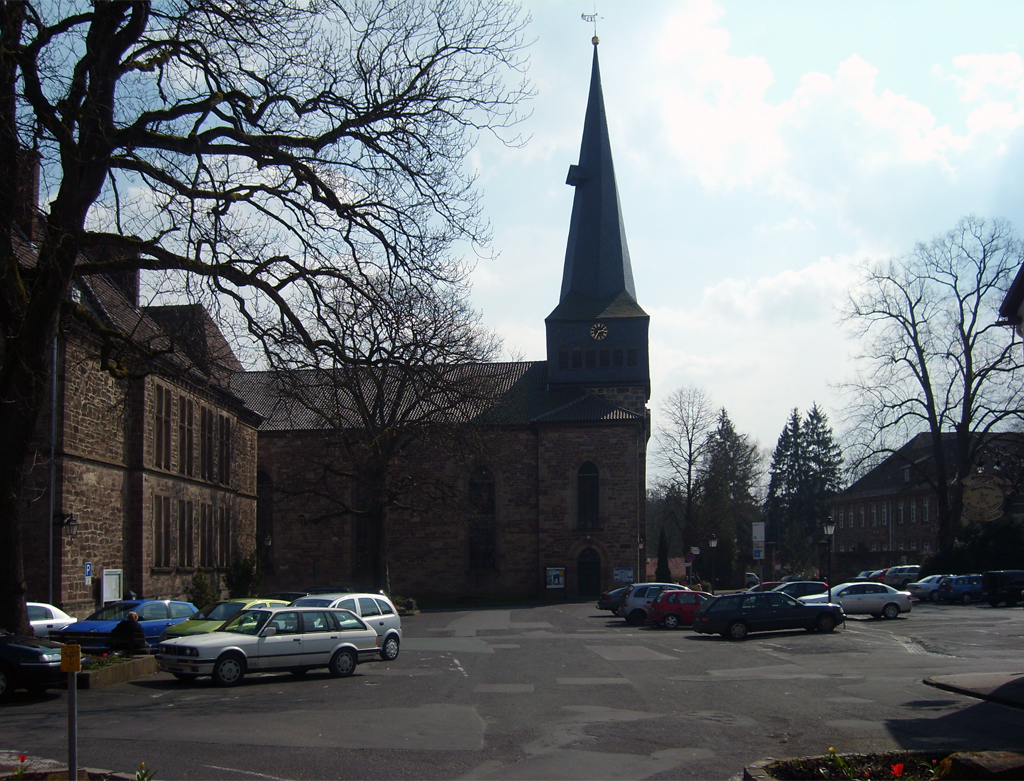
Parkplatz Graftplatz mit Blick auf die St. Johannis-Kirche in Uslar

Die Bevölkerung ist traditionell stark mehrheitlich evangelisch-lutherischer Konfession (siehe dazu Kirchenkreis Leine-Solling). Das älteste noch erhaltene evangelische Gotteshaus ist die St.-Johannis-Kirche im Uslarer Stadtkern. Der Grundstein für den gotischen Chor-Neubau wurde am 20. Mai 1428 gelegt. Die St.-Martini-Kirche im Uslarer Stadtteil Bollensen stammt aus dem Jahr 1883. Ein nicht mehr vorhandener Vorgängerbau, der nur wenige Meter vom Standort der Martini-Kirche entfernt lag, war bereits zur Zeit der Christianisierung des Sollings errichtet worden. In den Ortsteilen Allershausen, Dinkelhausen, Eschershausen, Sohlingen, Vahle, Wiensen und Malliehagen befinden sich lutherische Kapellen, deren älteste die im 14. Jahrhundert erbaute Wiensener Jodoci-Kapelle ist. Die Kapelle Malliehagen wurde zwar schon Anfang des 10. Jahrhunderts errichtet, ist aber seit 1496 eine Ruine; an ihr wurden zwischen 1984 und 1986 umfangreiche konservierende Instandsetzungsarbeiten vorgenommen.

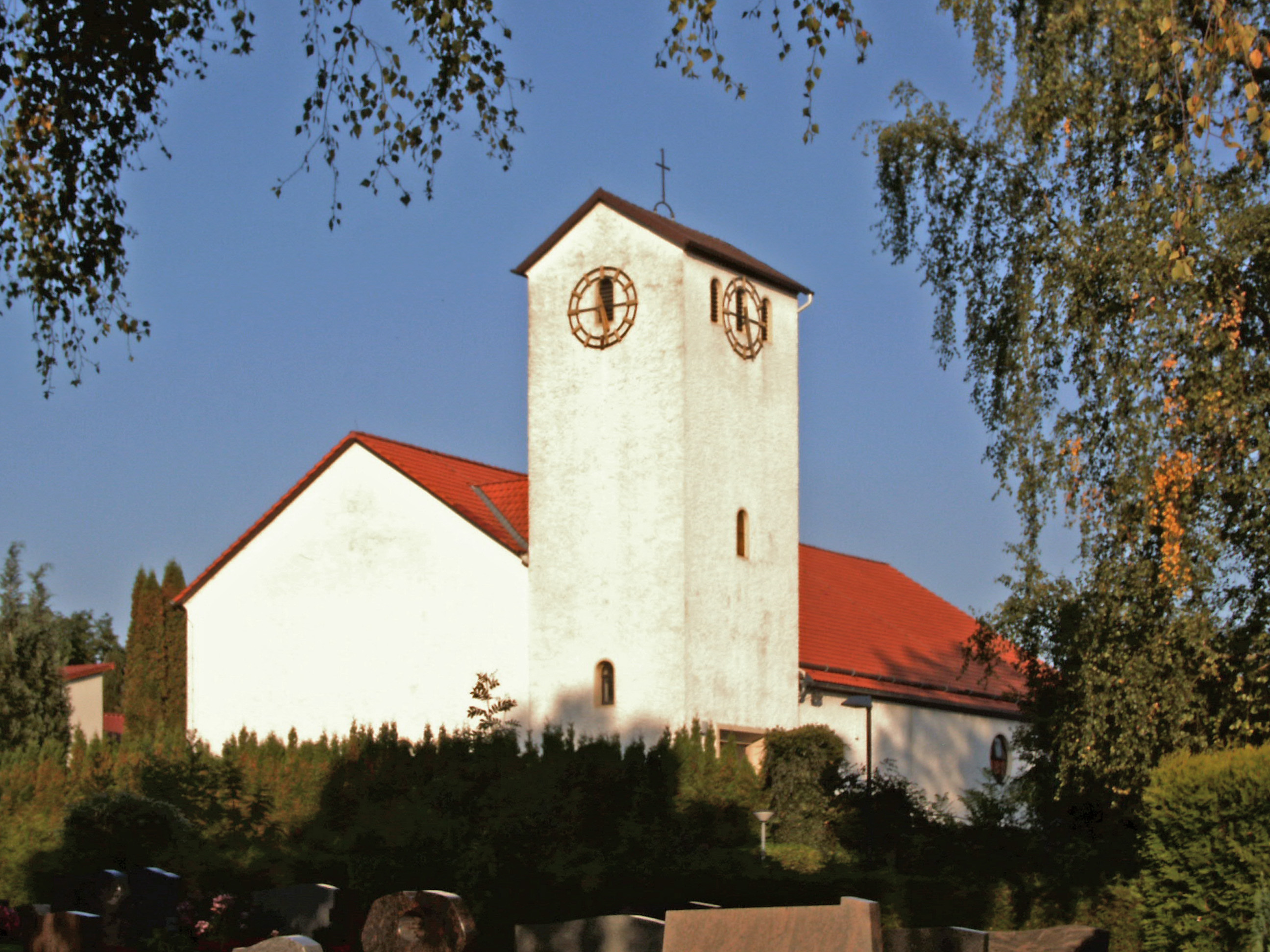
St. Konrad von Parzham-Kirche

Seit der Reformation gab es in Uslar über viele Jahrhunderte keine römisch-katholische Kirchengemeinde mehr. Noch zu Beginn des 20. Jahrhunderts lebten im Stadtgebiet nur 17 Katholiken. Erst nach der Ansiedlung von Flüchtlingen, die nach dem Zweiten Weltkrieg aus den Ostgebieten in den Raum Uslar kamen, änderte sich die Situation. Ende der 1940er Jahre wuchs die Zahl der Katholiken auf 3000, so dass im Februar 1946 die Pfarrvikarie Uslar gegründet wurde, die zur Pfarrei Dassel gehörte. Ihre dem Konrad von Parzham geweihte Kirche befindet sich an der Straße Zum Kleinen Feld 7. Die Kirche erhielt im Jahr 1962 vier neue Bronzeglocken der Glockengießerei Otto aus Bremen-Hemelingen mit der Schlagtonreihe: f' – g' – a' – c'. Eine Filialgemeinde trifft sich im Uslarer Stadtteil Volpriehausen in der St.-Josef-Kirche.

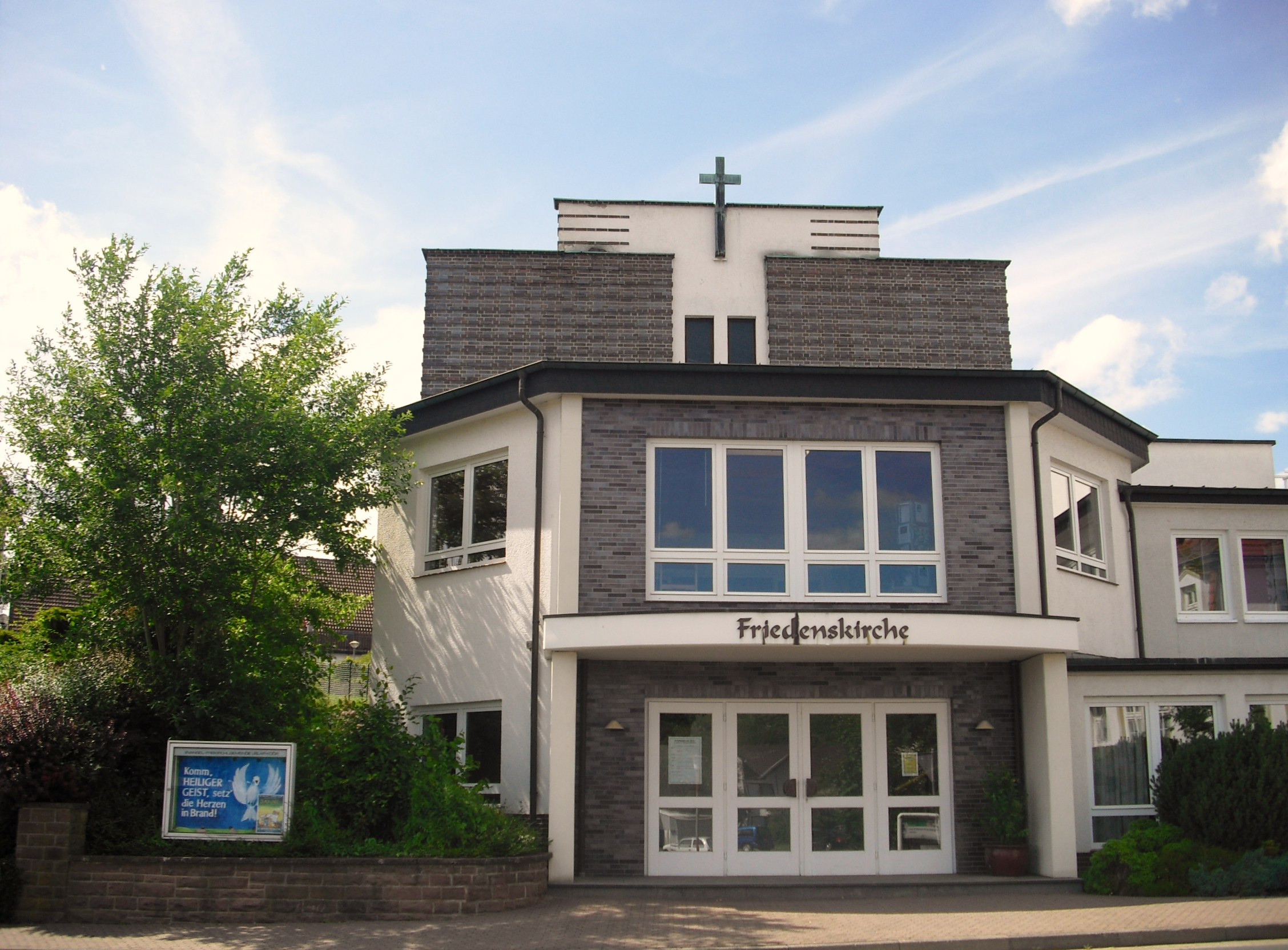
Friedenskirche der Baptistengemeinde

Die Evangelisch-Freikirchliche Gemeinde (Baptisten) wurde 1886 als Predigtstation der Baptistengemeinde Einbeck gegründet. Ihre Autonomie erhielt die Gemeinde im Februar 1891. Im Jahr 1909 bezog sie ihren ersten Gemeindesaal, ein umgebautes Wohnhaus, in der Uslarer Neustadt. Ein Kirchbau wurde 1933 an der Stiftstraße errichtet. In den Jahren 1975, 1978 und 1994/95 wurde aufgrund des starken Gemeindewachstums ein umfangreicher Um- und Ausbau des Gemeindezentrums, das den Namen Friedenskirche trägt, durchgeführt. Am 10. Juni 1971 verlieh der niedersächsische Kultusminister der Evangelisch-Freikirchlichen Gemeinde Uslar die Rechte einer Körperschaft des öffentlichen Rechts. Ein kleiner gemeindeeigener Friedhof befindet sich an der Eschershäuser Straße.
In Uslar existierte bis 2010 auch eine neuapostolische Kirchengemeinde. Sie wurde der Gemeinde in Bodenfelde angeschlossen; die Kirche im Lärchenweg 11 aufgegeben und zu einem Wohnhaus umgebaut.

### Eingemeindungen
Am 1. Juli 1968 wurde Allershausen mit Uslar unter Aufgabe seines Dorfnamens vereinigt. Die am 1. März 1974 in Kraft getretene niedersächsische Gemeindereform bewirkte die Eingemeindung der Gemeinden Ahlbershausen, Bollensen, Delliehausen, Dinkelhausen, Eschershausen, Fürstenhagen, Gierswalde, Kammerborn, Offensen, Schlarpe, Schönhagen, Schoningen, Sohlingen, Vahle, Verliehausen, Volpriehausen und Wiensen als Ortsteile Uslars, wodurch diese Orte nun jedoch mehr Kompetenzen (z. B. in Form von Ortsräten) erhielten, als dies 1968 mit Allershausen der Fall war. Am 1. November 2001 wurde Allershausen dann wieder eigenständiges Dorf als Uslarer Ortsteil.

### Einwohnerentwicklung
Die Einwohnerzahl der Stadt Uslar und auch der meisten seiner Ortsteile nimmt seit mehreren Jahren stetig ab:
| Zeitpunkt         | Einwohner |
| ----------------- | --------- |
| 6. Juni 1961      | 19.063    |
| 27. Mai 1970      | 18.478    |
| 31. Dezember 1987 | 16.021    |
| 31. Dezember 1990 | 16.576    |
| 31. Dezember 1993 | 17.380    |
| 31. Dezember 1998 | 16.441    |
| 31. Dezember 2003 | 16.039    |
| 31. Dezember 2008 | 15.100    |
| 31. Dezember 2009 | 14.876    |
| 31. Dezember 2010 | 14.686    |
| 31. Dezember 2011 | 14.676    |
| 31. Dezember 2012 | 14.518    |
| 31. Dezember 2013 | 14.369    |
| 31. Dezember 2014 | 14.318    |
| 31. Dezember 2017 | 14.278    |
| 31. Dezember 2018 | 14.236    |

Auch die Kernstadt selbst weist trotz der langjährig anhaltenden Ausweisung und Bebauung von Siedlungsflächen, die im Verhältnis zur Fläche des Orts zusammen sehr großzügig bemessen sind, in den letzten Jahren eine stetig sinkende Einwohnerzahl auf. Die Einwohnerzahl der Kernstadt ist 2001 allein deshalb um 674 gesunken ist, weil Allershausen seine Selbstständigkeit als eigenständiger Ortsteil der Stadt Uslar zurückgewonnen hatte.
| Zeitpunkt         | Einwohner Kernstadt (ab 1976 Zahlen der Stadt Uslar) |
| ----------------- | ---------------------------------------------------- |
| 1689              | 950                                                  |
| 1815              | 1560                                                 |
| 1864              | 2196                                                 |
| 1905              | 2464                                                 |
| 1939              | 3784                                                 |
| 1945              | 3706                                                 |
| 1946              | 6207                                                 |
| 1950              | 6309                                                 |
| 6. Juni 1961      | 7121                                                 |
| 27. Mai 1970      | 7315                                                 |
| 31. Dezember 1976 | 7099                                                 |
| 31. Dezember 1980 | 6823                                                 |
| 31. Dezember 1985 | 6643                                                 |
| 31. Dezember 1990 | 6701                                                 |
| 31. Dezember 1995 | 7162                                                 |
| 31. Dezember 2000 | 6849                                                 |
| 31. Dezember 2005 | 6027                                                 |
| 31. Dezember 2009 | 5660                                                 |
| 31. Dezember 2010 | 5602                                                 |
| 31. Dezember 2011 | 5532                                                 |
| 31. Dezember 2012 | 5486                                                 |
| 31. Dezember 2013 | 5412                                                 |
| 31. Dezember 2014 | 5416                                                 |
| 31. Dezember 2015 | 5530                                                 |

In den letzten zehn Jahren seit der Jahrtausendwende sank die Einwohnerzahl der Stadt von über 16.000 Einwohnern im Dezember 2000 auf unter 15.000 Einwohner im Juni des Jahres 2010. Seit der Selbstständigkeit von Allershausen 2001 verringerte sich die Einwohnerzahl der Kernstadt Uslar von über 6.100 auf weniger als 5.700 Einwohner.

## Politik

### Rat
Die Wahlperiode des Rates beträgt gemäß § 47 Abs. 2 des NKomVG 5 Jahre, beginnt am 1. November des Wahljahres einer Kommunalwahl und endet am 31. Oktober des darauffolgenden Wahljahres. Bis zur Kommunalwahl am 11. September 2011 hatte der Rat der Stadt Uslar gemäß § 32 der Niedersächsischen Gemeindeordnung 32 Mitglieder zuzüglich des Bürgermeisters, der gemäß § 31 NGO kraft Amtes ebenfalls Mitglied des Rates ist. Für die Wahlperiode vom 1. November 2006 bis zum 31. Oktober 2011 ergibt sich hierbei eine Besonderheit: Zum ersten Mal wurde mit Martina Daske eine hauptamtliche Bürgermeisterin gewählt. Dadurch erhielt der Rat für die entsprechende Wahlperiode einen Sitz mehr als üblich und besteht aus 34 Sitzen. Dieser zusätzliche Sitz entfällt ab der Kommunalwahl 2011. Für die Kommunalwahlen ab 2011 gilt das am 1. November 2011 in Kraft getretene Niedersächsische Kommunalverfassungsgesetz (NKomVG), in dem die Sitzverteilung in § 46 geregelt ist und im Vergleich zur NGO nicht geändert wurde. Da die Einwohnerzahl der Stadt Uslar aber zum 30. Juni 2010 unter 15.000 gefallen ist, reduziert sich die Anzahl der Sitze im Rat für die Wahlperiode ab dem 1. November 2011 gemäß NKomVG auf 31 (30 für die gewählten Mitglieder, 1 für den direkt gewählten hauptamtlichen Bürgermeister).
Zusammensetzung des Rates (der Sitz des hauptamtlichen Bürgermeisters muss ab 2006 noch hinzugezählt werden):
| Wahlperiode                  | CDU      | SPD      | FDP     | Grüne   | Linke  | AfD    | UWG     | Sonstige                             |
| ---------------------------- | -------- | -------- | ------- | ------- | ------ | ------ | ------- | ------------------------------------ |
| 1. Nov. 2001 – 31. Okt. 2006 | 14 Sitze | 16 Sitze | –       | –       | –      | –      | 3 Sitze | –                                    |
| 1. Nov. 2006 – 31. Okt. 2011 | 13 Sitze | 17 Sitze | –       | –       | –      | –      | 3 Sitze | –                                    |
| 1. Nov. 2011 – 31. Okt. 2016 | 12 Sitze | 10 Sitze | –       | 2 Sitze | 1 Sitz | –      | 3 Sitze | 1 Sitz (Piraten), 1 Sitz (Driehorst) |
| 1. Nov. 2016 – 31. Okt. 2021 | 11 Sitze | 12 Sitze | –       | 2 Sitze | 1 Sitz | –      | 3 Sitze | 1 Sitz (Driehorst)                   |
| 1. Nov. 2021 – 31. Okt. 2026 | 08 Sitze | 11 Sitze | 3 Sitze | 2 Sitze | 1 Sitz | 1 Sitz | 4 Sitze | –                                    |

Obwohl der Landkreis Northeim bei den Bundestagswahlen größtenteils zum Wahlkreis 52 Goslar-Northeim-Osterode gehört, gehört Uslar zum Wahlkreis 46 Hameln-Pyrmont-Holzminden.

### Bürgermeister
Liste der Bürgermeister der Stadt Uslar:
| Zeitraum  | Name                 | Partei                   | Bezeichnung                   |
| --------- | -------------------- | ------------------------ | ----------------------------- |
| 1896–1912 | Albert Meseke        |                          |                               |
| 1912–1919 | Heinrich Siebrecht   |                          |                               |
| 1919–1931 | Ernst Brachwitz      |                          |                               |
| 1931–1935 | Otto Völcker         |                          |                               |
| 1935–1937 | Dr. jur. W. Bronlewe |                          |                               |
| 1937–1945 | Otto Dauer           |                          |                               |
| 1945–1948 | Wilhelm Warnecke     |                          |                               |
| 1948–1952 | Karl Siegmund Müller | FDP                      | ehrenamtlicher Bürgermeister  |
| 1952–1954 | August Kerl          | WG                       | ehrenamtlicher Bürgermeister  |
| 1954–1961 | August Schönitz      | SPD                      | ehrenamtlicher Bürgermeister  |
| 1961–1964 | Karl Spitzer         | CDU                      | ehrenamtlicher Bürgermeister  |
| 1964–1983 | August Schönitz      | SPD                      | ehrenamtlicher Bürgermeister  |
| 1983–1991 | Reinhold Leipold     | SPD                      | ehrenamtlicher Bürgermeister  |
| 1991–2001 | Hermann Weinreis     | SPD                      | ehrenamtlicher Bürgermeister  |
| 2002–2006 | Stephan Kaiser       | CDU                      | ehrenamtlicher Bürgermeister  |
| 2006–2007 | Hermann Weinreis     | SPD                      | ehrenamtlicher Bürgermeister  |
| 2007–2012 | Martina Daske        | parteilos, ehem. für SPD | hauptamtliche Bürgermeisterin |
| seit 2012 | Torsten Bauer        | CDU                      | hauptamtlicher Bürgermeister  |

Liste der Stadtdirektoren Uslars:
| Zeitraum  | Name               | Partei |
| --------- | ------------------ | ------ |
| ? – 1962  | Otto Dauer         |        |
| 1962–1982 | Heinz Arens        |        |
| 1982–2007 | Herbert Meistering | SPD    |

Am 11. September 2011 wurde, parallel zur Kommunalwahl in Niedersachsen, auf Initiative des Stadtrats über die Abwahl von Martina Daske abgestimmt, da eine Zusammenarbeit zwischen Stadtrat und Bürgermeisterin faktisch nicht mehr möglich war. Darüber entfachte sich stadtweit eine äußerst kontroverse Diskussion sowohl davor wie auch danach. Dabei stimmten 43,91 Prozent der Wähler für und 56,09 Prozent gegen die Abwahl. Am 1. Februar 2012 gab Martina Daske ihren Rücktritt bekannt und stellte beim Uslarer Ratsvorsitzenden einen „Antrag auf Versetzung in den Ruhestand aus besonderen Gründen“.
Seither ist Torsten Bauer (CDU) Bürgermeister. Er wurde 2020 in der Stichwahl vom 8. November mit 57,97 % der gültigen Stimmen im Amt bestätigt. Die Wahlbeteiligung lag bei 53,64 %.

### Ortsbürgermeister
Liste der Ortsbürgermeister der Kernstadt Uslar:
| Zeitraum  | Name          | Partei | Bezeichnung                      |
| --------- | ------------- | ------ | -------------------------------- |
| 1983–2002 | Peter Herbold | SPD    | ehrenamtlicher Ortsbürgermeister |
| 2002–2006 | Gerd Lütge    | CDU    |                                  |
| 2006–2011 | Arno Riedke   | SPD    |                                  |
| 2011–2013 | Gerd Lütge    | CDU    |                                  |
| 2013–     | Arno Riedke   | SPD    |                                  |

Im Ortsrat ist verabredet, dass Gerd Lütge nach der Hälfte der aktuellen Wahlperiode zurücktritt und Arno Riedke das Amt für den Rest der Wahlperiode übernimmt.

### Haushalt
Bereits seit Jahren ist die Stadt hoch verschuldet und auch seit Jahren wurden Sparmaßnahmen durchgesetzt, wie beispielsweise ab 2008 die Abschaltung der Straßenbeleuchtung ab 24 Uhr, welche aber in der Bevölkerung stark umstritten ist.
Der am 18. März 2010 verabschiedete Haushalt für das Jahr 2010 ist der erste der Stadt Uslar, der nach dem Prinzip der Doppik geführt ist. Dies wird durch das Neue kommunale Rechnungswesen (NKR) gefordert.
Wegen der hohen Verschuldung wurde der Haushalt 2010 vom Landkreis Northeim sowie vom Niedersächsischen Innenministerium als kommunale Aufsichtsbehörden nicht genehmigt. Grund für die Verweigerung der Genehmigung ist die hohe Verschuldung der Stadt Uslar, die bei Beschluss des Haushaltes 2010 auf mehr als 21 Millionen Euro zum 31. Dezember 2010 berechnet wurde, davon 16,6 Millionen Euro als Kassenkredite, bei gleichzeitigem Beibehalten hoher Ausgaben für freiwillige Leistungen, zu denen die Stadt nicht verpflichtet ist. Um eine nachträgliche Genehmigung zu erhalten, hat sich der Stadtrat im Juni 2010 zu weitgehenden Sparmaßnahmen verpflichtet, die vertraglich mit dem Landkreis Northeim vereinbart wurden. Neben der Verpflichtung, ab dem Jahr 2012 einen ausgeglichenen Haushalt zu präsentieren und in den folgenden Jahren einen Überschuss zu erwirtschaften, ist auch die Reduzierung der Ausgaben für freiwillige Leistungen sowie die Erstellung eines Haushaltssicherungskonzepts Bestandteil dieses Vertrages. Neben dem Haushalt wurden der Stadt Uslar dadurch auch die Kassenkredite genehmigt und eine Entschuldungshilfe in Aussicht gestellt. Die Kürzungen bei den freiwilligen Leistungen von 1,6 Millionen Euro auf unter 500.000 Euro sind besonders drastisch und führten unter anderem zu der Ankündigung, das Hallenbad zu schließen (Uslarer Badeland), falls kein neuer Betreiber gefunden wird.
Daraufhin haben sich Bürger zu einer Bürgerinitiative zusammengeschlossen, die in der Folge einen Förderverein gegründet hat, um das Hallenbad auch über den 31. Mai 2011, an dem die Stadtwerke der Stadt Uslar das Hallenbad schließen, hinaus zu erhalten. Wie angekündigt, wurde die Schließung des Hallenbades zum 31. Mai 2011 umgesetzt. Das Badeland wurde am 25. November 2012 durch den Förderverein wiedereröffnet.

### Wappen

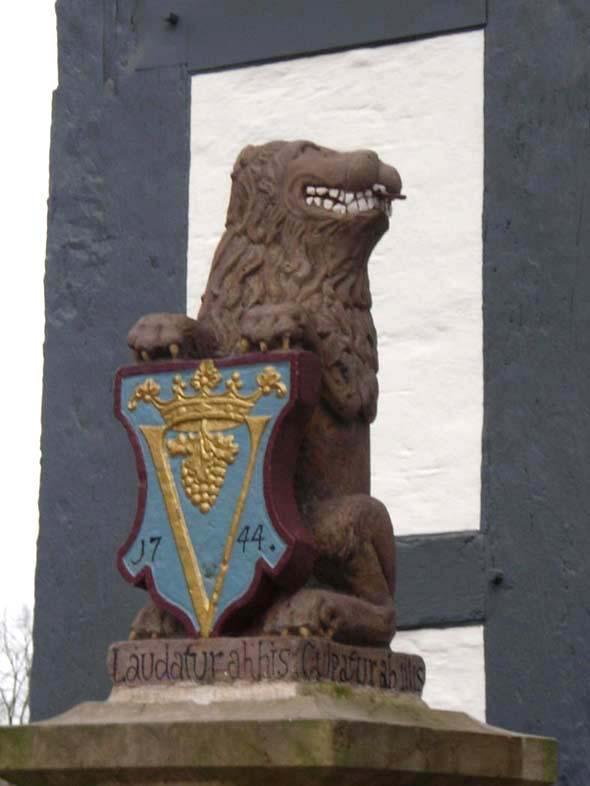
Sandsteinstatue vor dem historischen Rathaus in Uslar

Beschreibung (Blasonierung): Das Wappen der Stadt Uslar zeigt eine rote Zinnmauer, flankiert von zwei roten Rundtürmen mit blauen Dächern, dazwischen auf rotem Sockel – belegt mit einem silbernen gotischen Spitzschild, darin ein grünes gotisches „V“ – ein rotbewehrter und bezungter blauer Löwe. Dieser Löwe stellt das Abbild der in Braunschweig stehenden Statue „Braunschweiger Löwe“, die 1166 Heinrich der Löwe als Zeichen seiner Macht errichten ließ, dar.
Das 1935 genehmigte heutige Wappen ist in enger Anlehnung an das älteste bekannte Siegel der Stadt aus dem späten 13. Jahrhundert gestaltet worden. Die Siegelbilder der Stadt variierten im Laufe der Jahrhunderte leicht; so war der Hintergrund des Wappens bis 1935 gelb, auf den Türmen befanden sich Kreuze, der Sockel war zeitweilig ein „V“ oder ein Stadttor und der Löwe war der Lüneburger Löwe. 1952 wurde das Wappen letztmals und leicht verändert.
1618 hatte Uslar ein Wappen, wie es der Löwe, der bis 1826 auf einem Brunnen vor dem historischen Rathaus stand und nun links neben dessen Haupteingang steht, mit seinen Pranke hält: Ein überkrontes „V“ in blau-gold. Die Sandsteinstatue auf dem Sockel stellt den Braunschweiger Löwen dar.
Die Farben der Stadt sind grün-weiß.

### Städtepartnerschaften
Eine Städtepartnerschaft besteht seit dem 18. März 1999 mit Człuchów (Schlochau) in Polen. Eine seit 1985 mit Kerteminde in Dänemark bestehende Partnerschaft wurde 2010 infolge einer Gebietsreform in Dänemark aufgelöst.

## Kultur und Sehenswürdigkeiten

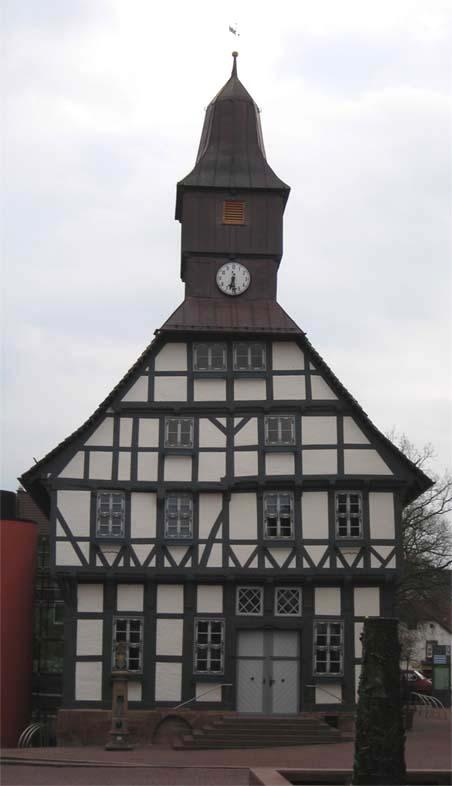
Das historische Rathaus von Uslar

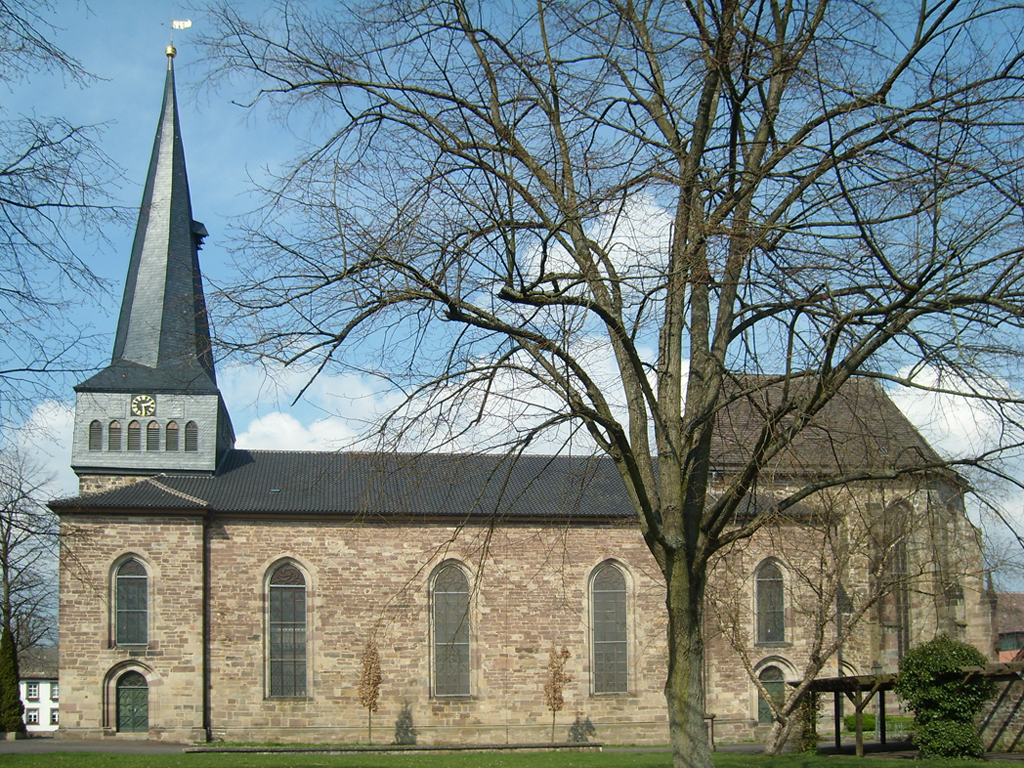
St. Johanniskirche

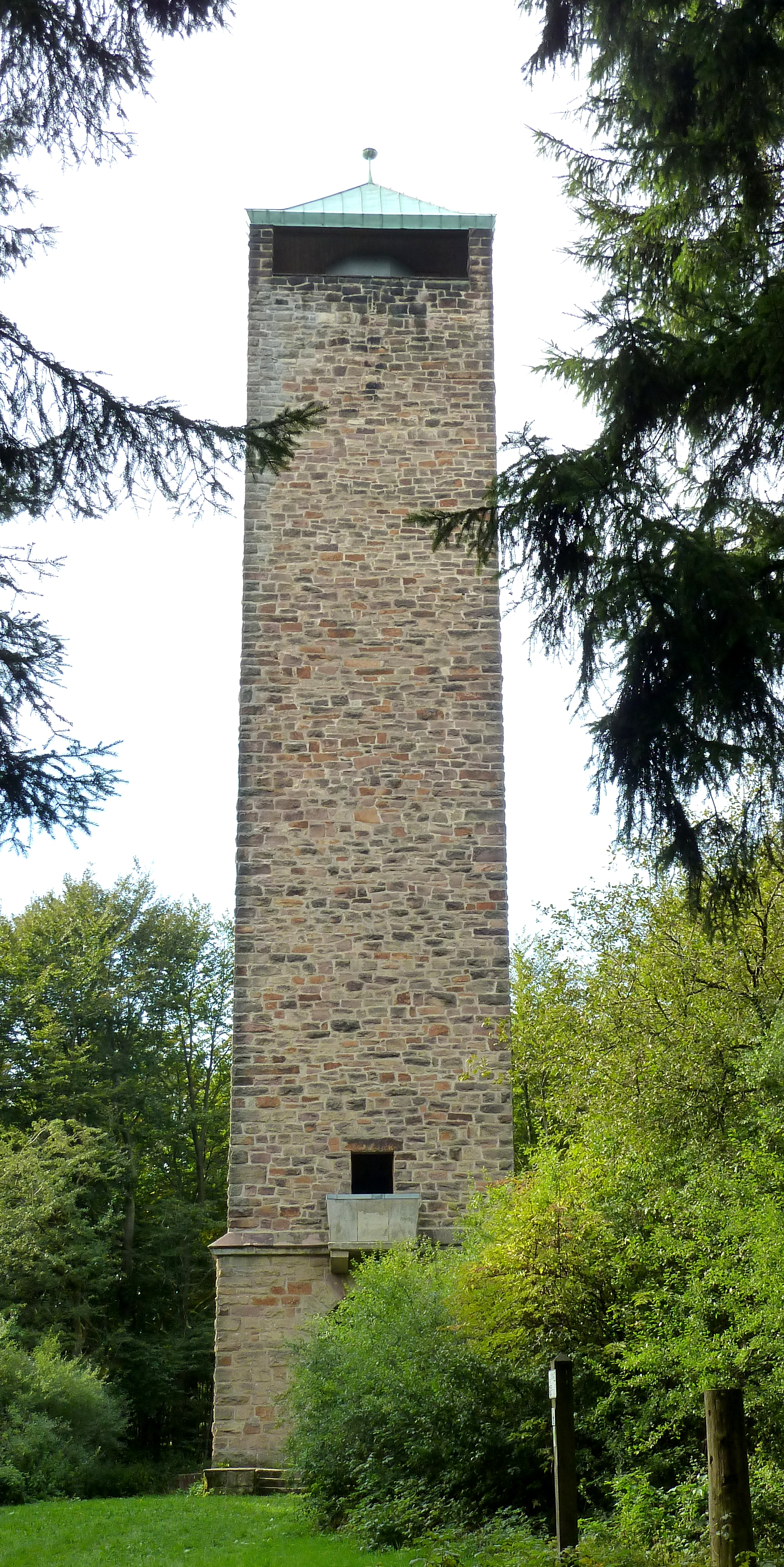
Sollingturm

Durch Uslar führen die Touristikrouten Straße der Weserrenaissance, die „Frau-Holle-Route“ der Deutschen Märchenstraße sowie die Deutsche Fachwerkstraße. Die Region um Uslar wird in der Ferienbranche als „Uslarer Land“ vermarktet. Gäste können in Hotels, Pensionen und einem kleinen Feriendorf mit 18 Häusern übernachten. Insgesamt gibt es in Uslar und seinen Ortsteilen mehr als 200 Gästebetten. Seit Anfang 2008 existiert in Schönhagen als Besonderheit ein Baumhaushotel. In Schönhagen und Delliehausen-Haje gibt es ferner Campingplätze und in Uslar selbst an vier verschiedenen Stellen Stellplätze für Wohnmobile sowie ein Jugendcamp. Uslar hat im historischen Rathaus ein eigenes Touristikbüro.

### Bauwerke
Das Uslarer Wahrzeichen ist das in der Innenstadt stehende, 1476 nach einem Brand neu erbaute frühere Rathaus mit Fachwerk und nachträglich aufgesetztem, kupfernem Uhrturmdach. Direkt neben dessen Haupteingang sitzt ein in Stein gehauener Löwe auf einem Steinsockel, dessen Zähne weiß bemalt sind und der ein gotisches Wappen hält, auf dem ein goldenes „V“ (lateinisches „U“) auf blauem Grund dargestellt ist. Ein Rathaus wurde zuerst 1406 erwähnt. 1476 wurde die Osthälfte dieses zweigeschossigen Gebäudes erbaut, während der Westteil zwischen 1650 und 1655 errichtet wurde, was z. B. an unterschiedlichen Konsolen ersichtlich ist. Das Rathaus wurde von September 1998 bis November 2006 für 5,6 Millionen Euro saniert, wobei die Art der baulichen Erweiterung nicht nur in der Uslarer Bevölkerung stark umstritten ist.
- Die St.-Johannis-Kirche (evangelisch-lutherisch) mit dem noch erkennbaren gotischen hohen Chor, zu dem am 20. Mai 1428[57] der Grundstein gelegt wurde, mit einem handgeschnitzten, prächtigen dreiteiligen Flügelaltar und farbenfrohen Glasgemälden von zirka 1470, die in ihrem Wert denen des Kölner Doms gleichen, ist dem Heiligen Johannes Baptist geweiht. Bauherr war der Welfenherzog Otto der Einäugige von Göttingen. Unter dem Westturm steckt der älteste Teil, der von einer gewölbten Basilika des 13. Jahrhunderts übrig blieb. Auf der Westempore steht die 1845 von der Firma Euler erbaute Orgel (26/II). Sie gehört heute zu den herausragenden Instrumenten Südniedersachsens, da ihr heutiger Zustand immer noch sehr weit dem ursprünglichen entspricht. Der ältere Westteil der Kirche war ursprünglich romanisch. Die Kirche wurde 1841–1845 nach den Plänen von Oberhofbaumeister Georg Ludwig Friedrich Laves, einem Sohn der Stadt, als dreijochiges Schiff mit Hallenquerschnitt auf gusseisernen Säulen mit aus Holz gezimmerten und verputzten Gewölben unter Verwendung der alten Fundamente neu errichtet. Als eine von 17 in Deutschland bzw. 77 in Europa hat sie einen gewundenen Kirchturm. Sehenswert sind auch das neben dem Altar gelegene Sakramentshaus mit der Krönung Mariens, der Grabstein des am 17. Oktober 1594 verstorbenen ersten Pfarrers von Uslar, Jost Bauerfeindt, wertvolle Konsolen mit Masken von Engeln im Altarraum, die Kanzel von 1844 und die an der Außenwand des hohen Chors eingefügte Kreuzigungsgruppe, die wahrscheinlich noch aus der alten romanischen Kirche stammt.

In Uslars Innenstadt finden sich Bürgerhäuser mit prächtigen und wertvollen Fachwerkfassaden, mit Geschäften und Gewerben in der mit roten Natursteinen gepflasterten Langen Straße; beispielhaft sei das älteste Bürgerhaus von 1555, das heutige Hotel Menzhausen (früher: Hotel Bussiliat / Gasthof Wicke) genannt, das zuerst vom Jägermeister Jacob Fischer bewohnt wurde.
Weiterhin:
- Brau- und Backhaus
- Städtisches Heimatmuseum, ein alter Sattelhof in direkter Nachbarschaft von St.-Johannis-Kirche und Rathaus; 2004 restauriert
- Sollingturm, 1934/35 erbauter, rund 30 Meter hoher steinerner Aussichtsturm auf dem nordwestlich von Uslar gelegenen 444 Meter hohen Strutberg bei Sohlingen
- Aussichtsturm Harzblick auf dem 493 Meter hohen Großen Steinberg bei Vahle, von dem aus die Aussicht bis zum Harz reicht
- Reste der einstigen Stadtmauer in der Kernstadt südlich der St.-Johannis-Kirche (mit teilweise erhaltenem Stadttor am Amtsweg), an der Mauerstraße und am Forstgarten; mit der Stadtmauer hängen auch die Namen Mühlentor und Isertorweg zusammen.
- Wüstung und Kirchenruine Malliehagen nördlich von Dinkelhausen
- Uslarer Bahnhof, 1876 an der Eisenbahnlinie Ottbergen – Northeim der Königlichen Westfälischen Eisenbahn erbaut[58]

### Gastronomie
Seit der Erfindung des Uslarer „Peker-Markts“ wird das gleichnamige „Peker-Essen“ als Uslarer Spezialität und touristische Attraktion angeboten. Der Name „Peker“ leitet sich aus der plattdeutschen Bezeichnung für ihre ursprüngliche Zubereitungsweise ab: In den Dörfern rund um Uslar wurden früher frisch geerntete Kartoffeln in der Mitte durchgeschnitten und mit den Schnittflächen an die heißen Innenseiten der Backkammern damals üblicher Küchenherde gedrückt. Durch eine chemische Reaktion blieben die Kartoffelhälften zunächst daran kleben (plattdeutsch „peken“). Nach dem Garprozess fielen sie dann herunter.
In der Herbstzeit finden in Uslar und Umgebung in vielen Gaststätten sogenannte „Wursteproben“ statt, bei denen Kostproben von verschiedenen frisch zubereiteten Fleisch- und Wurstsorten angeboten werden. Ferner wird auch eine zünftige Mettwurst mit Brot gern gegessen. Beide Spezialitäten werden insbesondere auch in häuslichen Schlachtereien hergestellt. Viele Gaststätten bieten auch traditionelle „Bregenwurst-Essen“ an.
Ebenso existiert dort seit 1868 die von Friedrich Wilhelm Haffner gegründete Brauerei Bergbräu.
Im Stadtgebiet gibt es verschiedene Gastronomiebetriebe wie Cafés, Kneipen, Gaststätten und Restaurants mit deutscher, griechischer, italienischer, und chinesisch-asiatischer Küche sowie Imbiss- und Dönerläden.
Außerhalb des Stadtgebietes gab es im „Eichholz“ bis 2010 ein kleines Lokal in unmittelbarer Nähe der sogenannten „Dunie-Eiche“. Es war jahrzehntelang besonders im Sommer ein beliebtes Ausflugsziel. Im September 2010 wurde es durch Brandstiftung zerstört.

### Museen

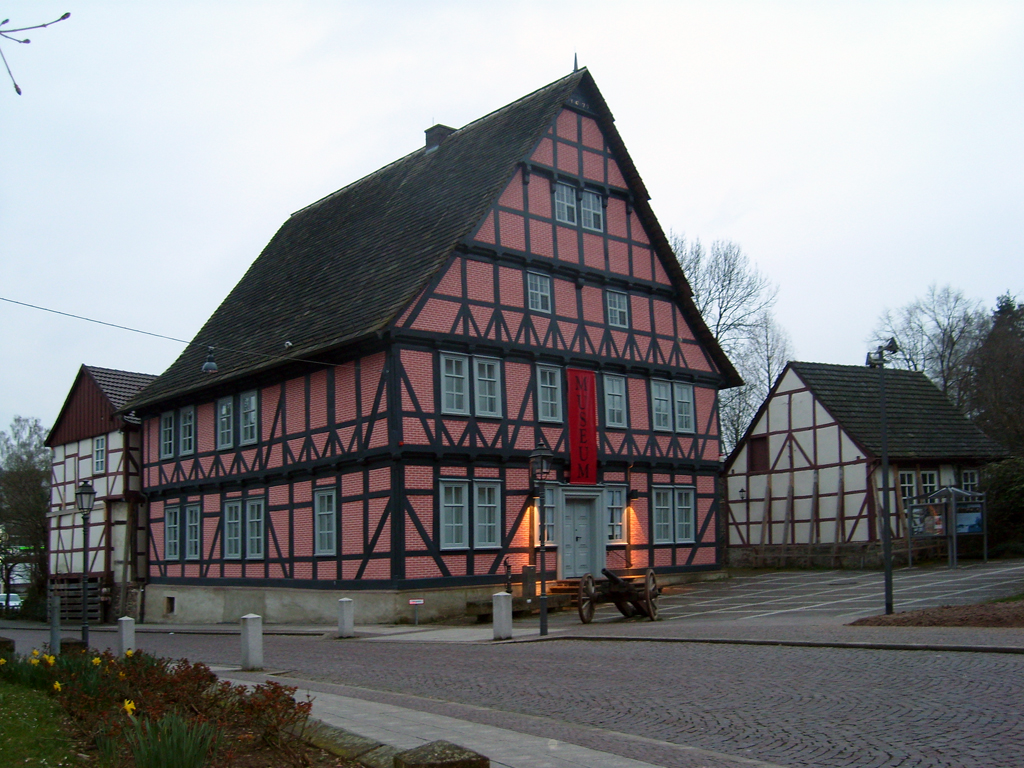
Museum Uslar.

In Uslar gibt es zwei Museen. Eins direkt in der Kernstadt und das andere im Uslarer Ortsteil Volpriehausen:
- Museum Uslar
- Kalibergbau-Museum Volpriehausen

### Musik
Schon seit geraumer Zeit ist in Uslar viel musikalische Aktivität zu verzeichnen. So waren beispielsweise die mittlerweile aufgelösten „Sollinger Herolde“ weit über die Stadtgrenzen hinaus bekannt. Es existieren:
- Gesangsvereine.
- Posaunenchöre (Eschershausen und Volpriehausen).
- Bigband „Solling Swing Orchestra“.
- Kirchenmusik an St. Johannis, mit Kantorei, Kinderchören, Gospelchor und Flötenkreis.
- Lokale Bands wurden durch den Verein „Musik- und Kulturinitiative Musikbus e. V.“ bis zu seiner Auflösung[60]  gefördert. Beispielsweise wurde die von dem Verein unterstützte inzwischen aufgelöste Punkband „20/20 Vision“ (ursprünglich „Generation Fuck“) auch im Ausland bekannt.
- Die Band „Reminder“ als älteste Rockband der Region, die auch im Umkreis bekannt ist.

### Naturdenkmäler

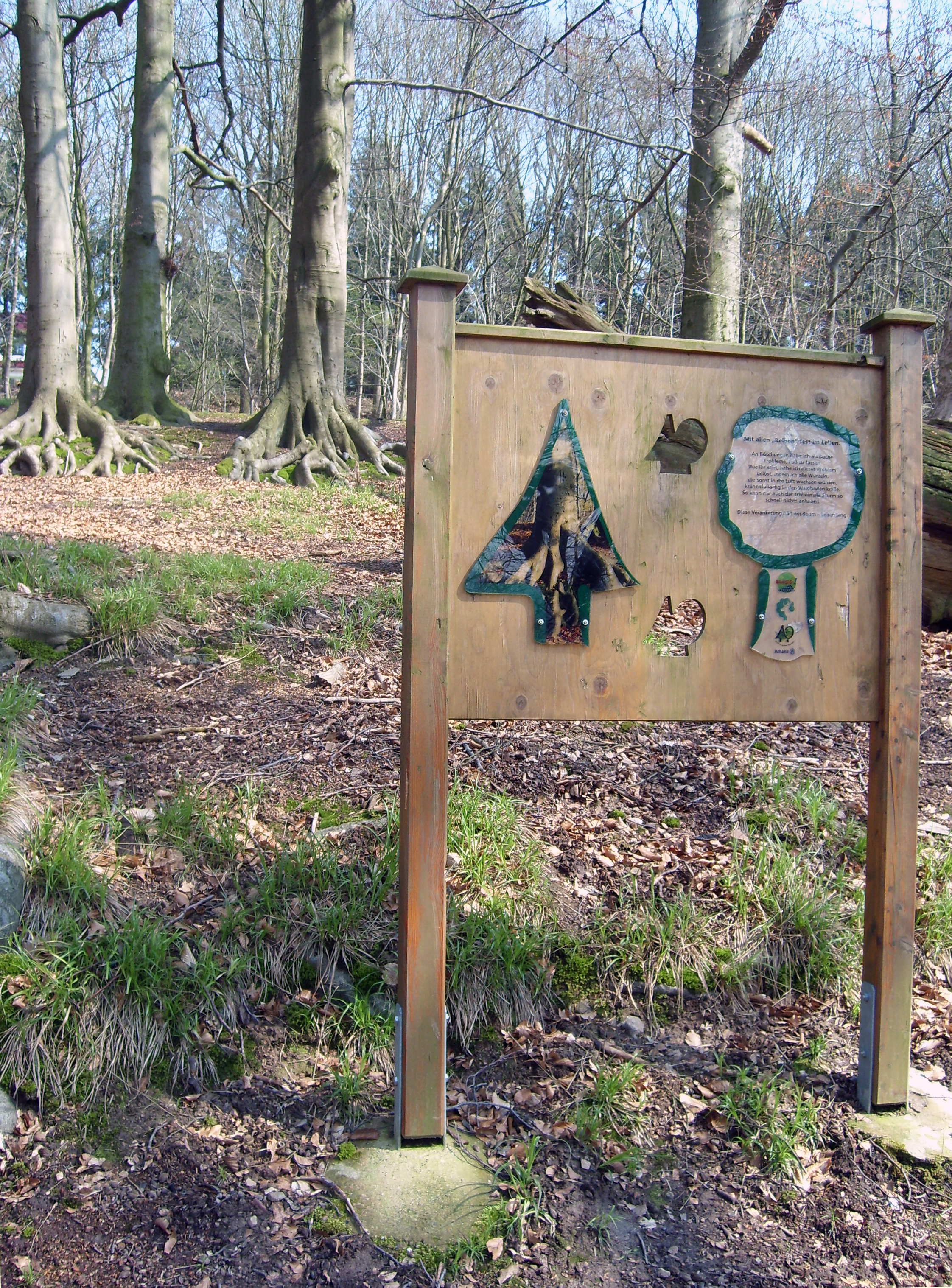
Station des „Baumtypenpfads“ im Uslarer Eichholz

- Das „ErlebnisWald“-Projekt kurz hinter Schönhagen unweit der Bundesstraße nach Neuhaus im Solling und Holzminden (ehemaliger – unvollendeter – Außenstandort der Weltausstellung Expo 2000 in Hannover im Jahre 2000).
- Das „Eichholz“, eine Art Stadtwald im Süden der Kernstadt, mit zum Teil mehrere Jahrhunderte alten Laubbäumen (unter anderen die sogenannte „Dunie-Eiche“ mit einem Brusthöhenumfang von 7,95 Meter[61]). Vom Landesforstamt Winnefeld wurde dort ein „Baumtypenpfad“ angelegt.

### Parks
- Alaris Schmetterlingspark mit frei fliegenden Schmetterlingen.
- Parkanlagen in der Kernstadt. Die größte ist der Schlosspark, danach der Forstgarten und der Wasserpark mit dem Stiftsgarten.

### Regelmäßige Veranstaltungen
- Weihnachtsmarkt
- während der Adventszeit wird an einem großen am Rathaus hängenden Adventskalender im Rahmen einer großen Tombola täglich ein Türchen geöffnet

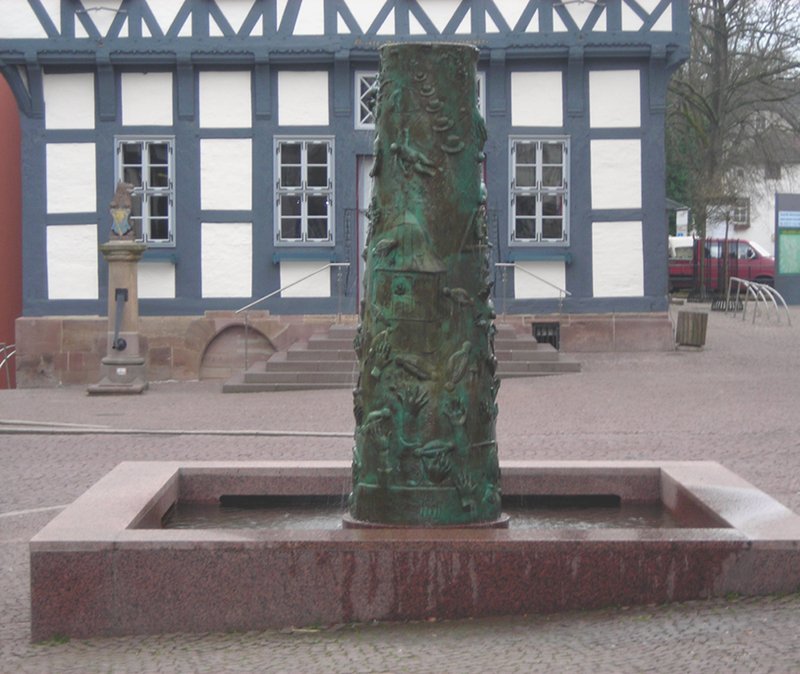
„Spenneweih-Brunnen“ von Siegfried Neuenhausen vor dem historischen Rathaus in Uslar

- zwei Wochen vor Ostern, am Fastensonntag Judika, findet alljährlich die sogenannte „Spenneweih“ statt (die Uslarer „Spenneweih“ ist ein über 660 Jahre alter Brauch, der auf zwei mittelalterliche Armenstiftungen aus den Jahren 1342 und 1398 zurückgeht)
- zu Ostern die Osterfeuer in den Uslarer Dörfern
- zum Ende der Karnevalszeit entsprechende Feiern in den Dorfgemeinschaftshallen von Wiensen und Schoningen
- Maibaumaufstellen am 1. Mai in vielen Ortsteilen
- jeden Freitag von 8 bis 13 Uhr Wochenmarkt (Uslarer Landmarkt) in der ehemaligen Fußgängerzone (Lange Straße).
- jeden Dienstag von Mai bis Oktober Stadtrundführung
- Brauereifest an der Privatbrauerei Haffner im Juli (im Zwei-Jahres-Rhythmus, zuletzt am 14. Juli 2012)
- Flugtag Uslar (er findet im Drei-Jahres-Rhythmus auf dem Flugplatz Uslar statt, meistens im August oder Anfang September)
- in der Zeit nach Weihnachten diverse Theatervorführungen von Laienschauspielgruppen
- in den Dörfern wird in der Silvesternacht meist von den Junggesellen die Tradition des „Neujahrsbocks“ gepflegt.
- In den Sommerferien wird im Rahmen der „Aktion Ferienspaß“ von der Stadtjugendpflege ein vielfältiges Programm an Freizeitgestaltung für Schüler und Jugendliche angeboten
- seit 2009 findet in der Innenstadt der sogenannte „Uslarer Altstadtlauf“ statt[62][63]
- alljährliches Stadtfest „Pekermarkt“ in der Innenstadt am zweiten Sonntag im September, verschiedene Geschäfte haben dann von 11 bis 18 Uhr geöffnet
- Seit 2008 wurde jährlich jeweils Ende September und spätestens Anfang Oktober von Uslarer Bürgern, Künstlern und Vereinen in Eigenregie und Eigenverantwortung mit Unterstützung regionaler mittelständischer Betriebe und der Stadt Uslar das Gemeinschaftsprojekt „Nacht der Kultur“ veranstaltet.[64][65] Die Programmpunkte der Veranstaltungen in der Uslarer Innenstadt und Umgebung umfassen jeweils „einen bunten Reigen verschiedener Aktionen, Ausstellungen, Infos, Konzerte, Literatur-Lesungen und Live-Musik“[66] sowie auch Theateraufführungen, bei denen der Eintritt für alle Besucher der Uslarer „Nacht der Kultur“ generell frei ist.

### Sport
Es gibt in Uslar mehrere Sport- und Tennisplätze, Sport- und Mehrzweckhallen sowie Dorfgemeinschaftshäuser, ein Stadion, ein Segelfluggelände, ein beheiztes Freibad im Uslarer Ortsteil Volpriehausen, einen Badeteich in Schönhagen auf dem Gelände des EXPO-Projekts ErlebnisWald und einen Badesee im Ortsteil Delliehausen, Fitnesscenter, Kegelbahnen, Reiterhöfe, Rad- und Mountainbikewanderwege, Wanderwege, im Winter bei entsprechendem Dauerfrost Möglichkeiten zum Schlittschuhlaufen auf dem Eisteich in Richtung Steimke/Schoningen.
Das „Uslarer Badeland“, ein beheiztes 600 Quadratmeter großes Hallenbad mit einer 84 Meter langen Rutsche und einem Außenschwimmbecken, war ab 1. Juni 2011 geschlossen. Die Schließung wurde in einer Stadtratssitzung Ende Mai 2011 „mit großer Mehrheit“ beschlossen. Durch die Initiative einer im Frühjahr des folgenden Jahres gegründeten Bürgergenossenschaft konnte das Badeland am 24. November 2012 in Bürgerhand neu eröffnet werden.
Eine traditionelle Sportart in Uslar ist das Boßeln.
Der bekannteste Fußballverein der Stadt ist der VfB (Verein für Bewegungsspiele) Uslar 1911.

### Theater

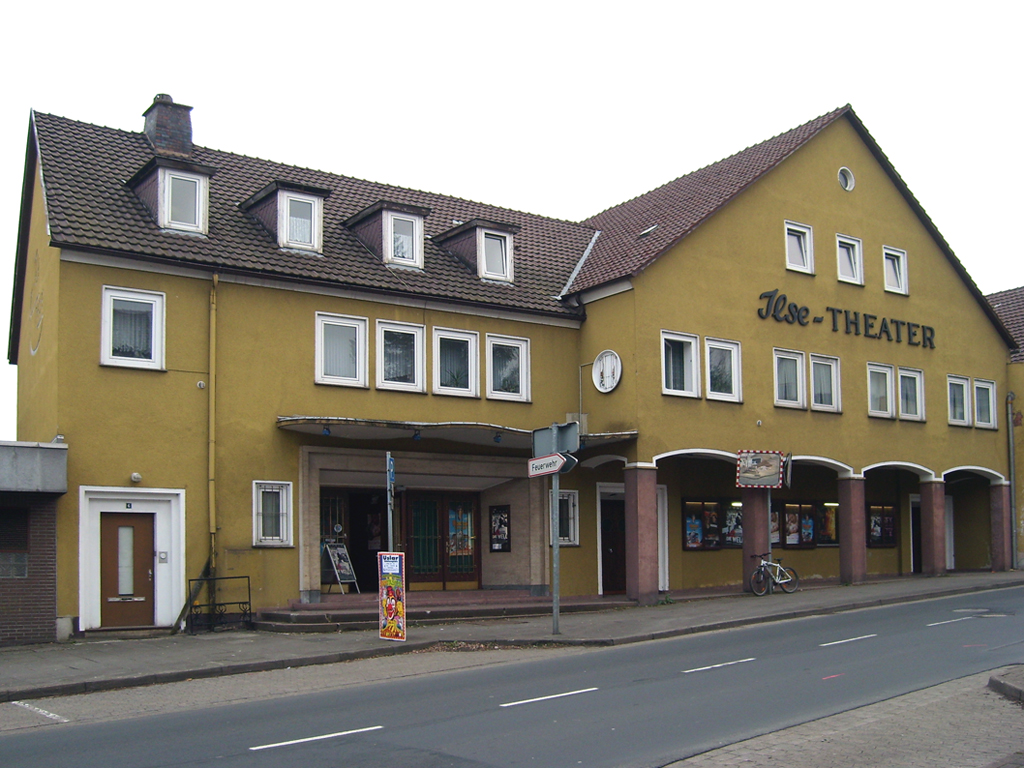
Ehemaliges Kino „Ilse-Theater“

In den 1950er Jahren wurde von den damals das Uslarer Wirtschaftsleben dominierenden „Ilse-Werken“ das „Ilse Theater“ erbaut. Trotz der Bemühungen des letzten Inhabers, der durch Umbauten ein Kino mit zwei Sälen daraus errichten ließ, wurde die Einrichtung 2008 wegen Finanzierungsproblemen geschlossen.

### Planetarium
Auf dem Gelände des südlich des Wäldchens Eichholz gelegenen Guts Steimke gibt es ein durch den Verein Förderkreis Planetarium Göttingen e. V. errichtetes und betriebenes kleines Planetarium. Die direkt unter dem Dach im zweiten Stock der Konzertscheune angebrachte sechs Meter durchmessende Kuppel ist mit moderner Technik ausgestattet und bietet Platz für etwa 30 Besucher. Das im Mai 2015 eröffnete Uslarer Planetarium ist das bislang einzige im Raum Südniedersachsen. Das nächstgelegene weitere Planetarium in der Region befindet sich in Kassel.

### Sonstiges

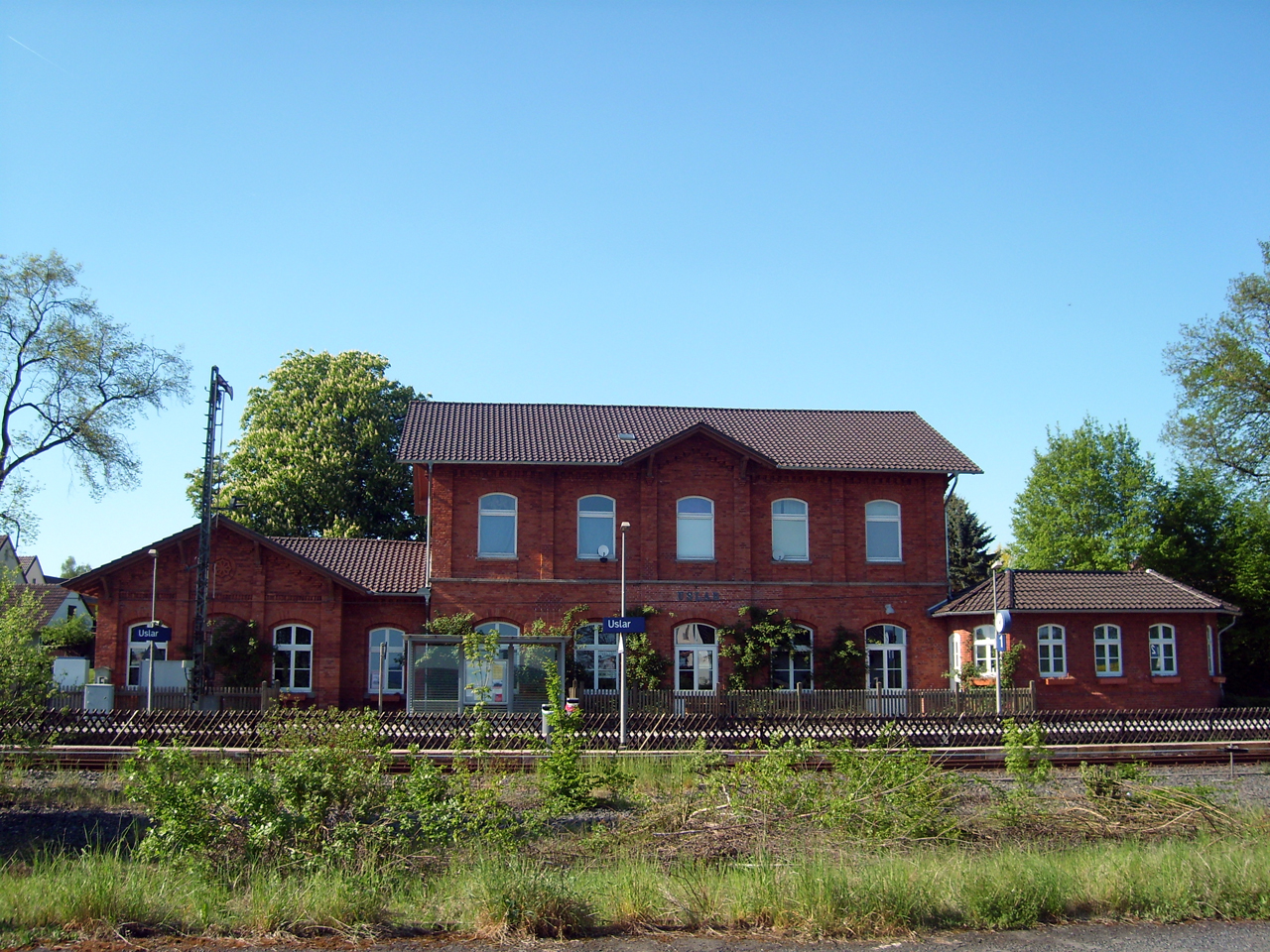
Der „Kulturbahnhof Uslar“ im Mai 2008

- Im Uslarer Ortsteil Allershausen wurde durch das Engagement des Vereins „Musikbus e. V.“ und des damaligen Stadtjugendpflegers 2003 bis 2004 das ehemalige Bahnhofsgebäude zum Teil mit städtischen Mitteln in ein Kulturzentrum umgebaut. Seit seiner Eröffnung im September 2003 trägt es mit regelmäßigen Veranstaltungen zur Bereicherung der kulturellen Szene im südniedersächsischen ländlichen Raum bei. Inzwischen ist das Zentrum weit über die Region hinaus bekannt. Das bunt gemischte Programm vom „Kulturbahnhof Uslar“ (Träger ist der gleichnamige Förderverein) bietet vielen regionalen, überregionalen und internationalen Bands und Musikern eine Plattform für öffentliche Auftritte. Es enthält auch Ausstellungen, Dichterlesungen, Disco-Abende für Jugendliche, Diskussionsveranstaltungen, Filmvorführungen, Konzerte, Präsentationen, Theateraufführungen und Workshops.[73]

- Diverse Veranstaltungen des Vereins Literatur- und Kunstkreis Uslar e. V.[74]

- Die Vereinslandschaft in Uslar ist vielfältig.

- Die früheren Diskotheken „Zum Korken“, „Meeting“ (im Gebäude des ehemaligen Bahnhofs „Uslar Stadt“), „Lipstick“ (im Ortsteil Sohlingen, vorher „Thirtyfour“) und „Show Inn“ in Schoningen (im Gebäude der ehemaligen Schoninger Molkerei) existieren nicht mehr.

- Naturlehrpfad auf dem Rothenberg.[75]

- Das Stadtarchiv Uslar ist das „Gedächtnis der Stadt Uslar“[76]

## Wirtschaft
Zu den wichtigsten Uslarer Industriebetrieben gehörten die Ilse Möbelwerke, die sich zurzeit in einem Insolvenzverfahren befinden, die Sollinger Hütte und die Eisengießerei Schneider. Ferner gibt es kleinere metallverarbeitende Betriebe und auch zwei Zuliefererbetriebe der Automobilindustrie. Die Firma Demag Cranes betreibt in Uslar einen Produktionsstandort und ist der größte Arbeitgeber vor Ort. Die meisten Betriebe sind im Westen und Südwesten sowie im Osten und Nordosten der Kernstadt in Gewerbegebieten angesiedelt. Seit den 1990er Jahren ist allerdings der Fahrzeughandel im Aufwind. So existiert in Uslar ein überregional bekannter Autohändler sowie ein Motorradhandel. Das 2015 gegründete Unternehmen Bikeleasing-Service gehört heute zu den größten Unternehmen der Region.
Weiterhin gibt es Initiativen zur Förderung von Tourismus und Fremdenverkehr. Forst-, Vieh- und Landwirtschaft, aber auch alle anderen Wirtschaftszweige (inkl. Produktion, Handwerk, Einzel- und Großhandel inkl. diverse Supermarktketten, Tankstellen und Kraftfahrzeug-Gewerbe) gibt es in Uslar.
Im Uslarer Stadtgebiet sind vier Alten- und Seniorenheime angesiedelt: in Uslar, Delliehausen, Volpriehausen und Schlarpe, eines davon mit gerontopsychiatrischer Station. Es werden betreute Altenwohnungen angeboten. Die Pflege spielt in der Uslarer Wirtschaft in der letzten Zeit verstärkt eine Rolle. Dies spiegelt sich auch in einem Seniorenanteil von über 20 Prozent wider. Grund hierfür ist u. a. die ruhige Lage sowie die Landschaft.
Verarbeitete vorkommende Rohstoffe sind Wasser, Sand und Holz, wie sich auch in der Wirtschaftsgeschichte widerspiegelt.
Es existieren 570 Arbeitsstätten, jedoch ist in dieser besonders strukturschwachen Region des Südsollings bedingt durch jahrelange Kämpfe mit dem Strukturwandel (z. B. durch den Niedergang der Möbelindustrie) die Arbeitslosigkeit mit 15 Prozent (März 2005; 17,6 Prozent 2000) seit Jahren sehr hoch und viele Uslarer arbeiten v. a. in Göttingen. Die unterdurchschnittliche Arbeitsplatzversorgung spiegelt sich auch darin wider, dass es im Jahre 2000 bei einer Einwohnerzahl von ca. 16.000 nur 3846 sozialversicherungspflichtig Beschäftigte einschließlich 240 Auszubildende gab. Der Raum um Uslar und Bodenfelde ist unter anderem deshalb als eines von insgesamt drei Gebieten in Südniedersachsen im „Leader Plus“-Programm der EU-Förderung.

### Wirtschaftsgeschichte
Uslars Industriegeschichte reicht mit der Herstellung von Armbrüsten („Uslarer Armboste“) für Norddeutschland bis in das Mittelalter des 14. und 15. Jahrhunderts zurück. So war Uslar zeitweise von 1426 bis 1431 (passives) Mitglied in der Hanse.
Zu der seit dem 16. Jahrhundert existierenden Kupferhütte (hiervon leitet sich der Name der Straße „Kupferhammer“ ab) kam die 1715 gegründete (staatliche) königliche Eisenhütte, die heutige Sollinger Hütte.
Uslar war ab der zweiten Hälfte des 17. Jahrhunderts bis 1918 für die extensive Fabrikation von Tonpfeifen bekannt, welche damals für Uslar von entsprechender Wichtigkeit war. Ein großer Teil wurde bis nach Nordamerika exportiert, wobei die Gesichter auf den Pfeifenköpfen diejenigen des jeweiligen amerikanischen Präsidenten waren. 1769 waren 9 Pfeifenmacher ansässig und Fa. Meseke exportierte 1854 mehr als 4,5 Millionen Stück. 1918 starb dieser Beruf in Uslar endgültig aus.
Aber auch Zigarren wurden im 19. Jahrhundert in Tabakfabriken gefertigt, an die in der Innenstadt noch die Zigarrenmacherstraße namentlich erinnert. In Delliehausen wurde und wird eine Köhlerei betrieben, und in Sohlingen befand sich eine Musterbleiche.
Uslar geriet durch den Untergang des Leinengewerbes und der Tonpfeifenherstellung sowie einen Konjunktureinbruch in der Eisenhütte im 19. Jahrhundert in eine große Krise.
Hierzu bleibt anzumerken, dass die Industrie im Raum Uslar bis zum Bau der Solling-Chaussee und später auch der Sollingbahn nicht gut an die wichtigen Handelswege Deutschlands angeschlossen war (siehe dazu bei Verkehr), weil z. B. die wichtige Poststraße, welche den Hellweg verlängerte, nördlich des Sollings verlief. Erst durch den Bau der Sollingbahn konnte dieser Missstand behoben werden.
Im Jahre 1868 wurde die Privatbrauerei Haffner (heute Brauerei Bergbräu) von Friedrich Wilhelm Haffner gegründet. Zuerst wurde ein Brauhaus in der Stadt (Auf der Graft) errichtet. Aufgrund der höheren Nachfrage und der Notwendigkeit der Kapazitätenerhöhung zog die Brauerei an den noch heute genutzten Ort am Stadtrand (Rosenstraße).
1883 wurde eine Zuckerfabrik in Uslar gegründet.
Ab Ende des 19. Jahrhunderts bis weit in die zweite Hälfte des 20. Jahrhunderts hinein war Uslar weltbekannt für seine Möbelindustrie, die damals dort mit großem Abstand wichtigster Wirtschaftszweig war. Hinzu kam ein Boom der Uslarer Wirtschaft von den 1920er Jahren bis in die 1960er Jahre, zumal Uslar im Zweiten Weltkrieg nicht zerstört wurde und deshalb die Produktion sehr schnell wieder aufgenommen werden konnte. In den 1930er Jahren arbeiteten 2000 Arbeiter in der Möbelindustrie, in ihrer Blütezeit von 1950 bis 1960 sogar 2800. In den 1960er Jahren herrschte in Uslar Vollbeschäftigung. Seinerzeit gab es drei Möbelfabriken (Ilse, Sollinger Holzwarenfabrik und Neugarten&Eichmann), die später allesamt in den noch heute existierenden Ilsewerken aufgingen.
In der ersten Hälfte des 20. Jahrhunderts bis 1932 wurde ein Stein- und Kalisalzbergwerk durch die Burbach Kaliwerke in Volpriehausen betrieben. Die Schächte „Wittekind“ (1898–1901 bis auf 558 Meter abgeteuft, vorher „Justus I“ genannt) in Volpriehausen sowie „Hildas Glück“ (1907–1915 bis auf 949 Meter abgeteuft) bei Ertinghausen sind nach Kriegsende am 29. September 1945 durch Explosionen von eingelagerten Sprengkörpern zerstört und überflutet worden und sind mittlerweile verfüllt. Von 1885 bis 1952 wurde mit Unterbrechungen der Abbau (minderwertiger) jungtertiärer Braunkohle aus dem Pliozän und dem Miozän bei Delliehausen im Tagebau in den Gruben „Sollinger Zeche“ und „Elsaß“ durch die konsolidierten Sollinger Braunkohlenwerke und die Hoch- und Tiefbau AG sowie eine Farbenfabrik betrieben. Insofern kann von einem Revier im Uslarer Land gesprochen werden.
Die Möbelindustrie ging dann in den 1970er Jahren unter, so dass Uslar seitdem mit dem Strukturwandel kämpft, ihn aber noch nicht überwunden hat. Zurzeit spielen der Tourismus und die Altenpflege in Uslar eine besondere Rolle in der Wirtschaft.

### Infrastruktur
Umspannwerk an das seit 1957 auch durch Uslar verlaufende 110-kV-Netz, Stadtwerke (Straßenbeleuchtung seit 1874, Wasserwerk seit 1898, Klärwerke und seit 1903 Stromversorgung), Polizeistation, Freiwillige Feuerwehren und Rettungswache, Ärzte (Allgemein, HNO, Gynäkologie, Chirurgie, Augenarzt) und Zahnärzte.

### Verkehr

#### Straße
Die Bundesstraße 241 von Northeim im Osten nach Beverungen im Westen führt quer durch das Gebiet von Uslar. Hierüber sind auch die Bundesautobahnen 7 Hannover-Kassel (Autobahnanschlussstellen Nörten-Hardenberg) und die Südharzautobahn (A 38) Göttingen-Leipzig im Osten und die A 44 Dortmund-Kassel im Südwesten (Anschlussstelle Warburg) erreichbar wie auch die Bundesstraßen 3, 27, 64, 80 und 83. Der Abschnitt der B 241 im Raum Uslar wurde erst in der Neuzeit – genauer von 1828 bis 1832 als Solling-Chaussee von Nörten über Hardegsen, Uslar, Schönhagen, Amelith bis Lauenförde – gut ausgebaut.
Für Motorradfahrer ist Uslar nicht zuletzt aufgrund der bewaldeten und kurvenreichen (seit 2011 durch Neutrassierung verlegten) Bollert-Bergstrecke der B 241 im Westen sehr beliebt, die dennoch auch viele langgezogene Geraden aufweist (ferner gibt es ein großes Motorradhaus eines Goldwing-Importeurs, welches ein bekannter und sehr frequentierter Treffpunkt für Biker ist).
Für den Raum Uslar ebenfalls wichtig ist die Landesstraße 554 von Uslar über Adelebsen nach Göttingen, über welche Göttingen auf einfachstem Wege erreichbar ist.
Die Bundesstraße 497 mündet aus Neuhaus im Solling kommend in Schönhagen in die B 241.
Alle benachbarten Gemeinden Uslars sind direkt mit Kraftfahrzeugen erreichbar, wobei auch einige dieser Straßen erst in der Neuzeit wesentlich ausgebaut wurden (heutige Landesstraße 548 Uslar-Dassel 1851, heutige Kreisstraße 449 Uslar-Bodenfelde 1844–1848). Das Verkehrsaufkommen in und um Uslar ist nicht hoch.
Die Kreisstraße 451 des niedersächsischen Landkreises Northeim ist die Fortsetzung der Kreisstraße 83 des hessischen Landkreises Kassel und erschließt den Ortsteil Fürstenhagen. Dadurch ergibt sich die Besonderheit, dass zwei verschiedene Landesstraßenbaubetriebe für die Instandhaltung der Straßenverbindung nach Fürstenhagen zuständig sind.

#### Bahn

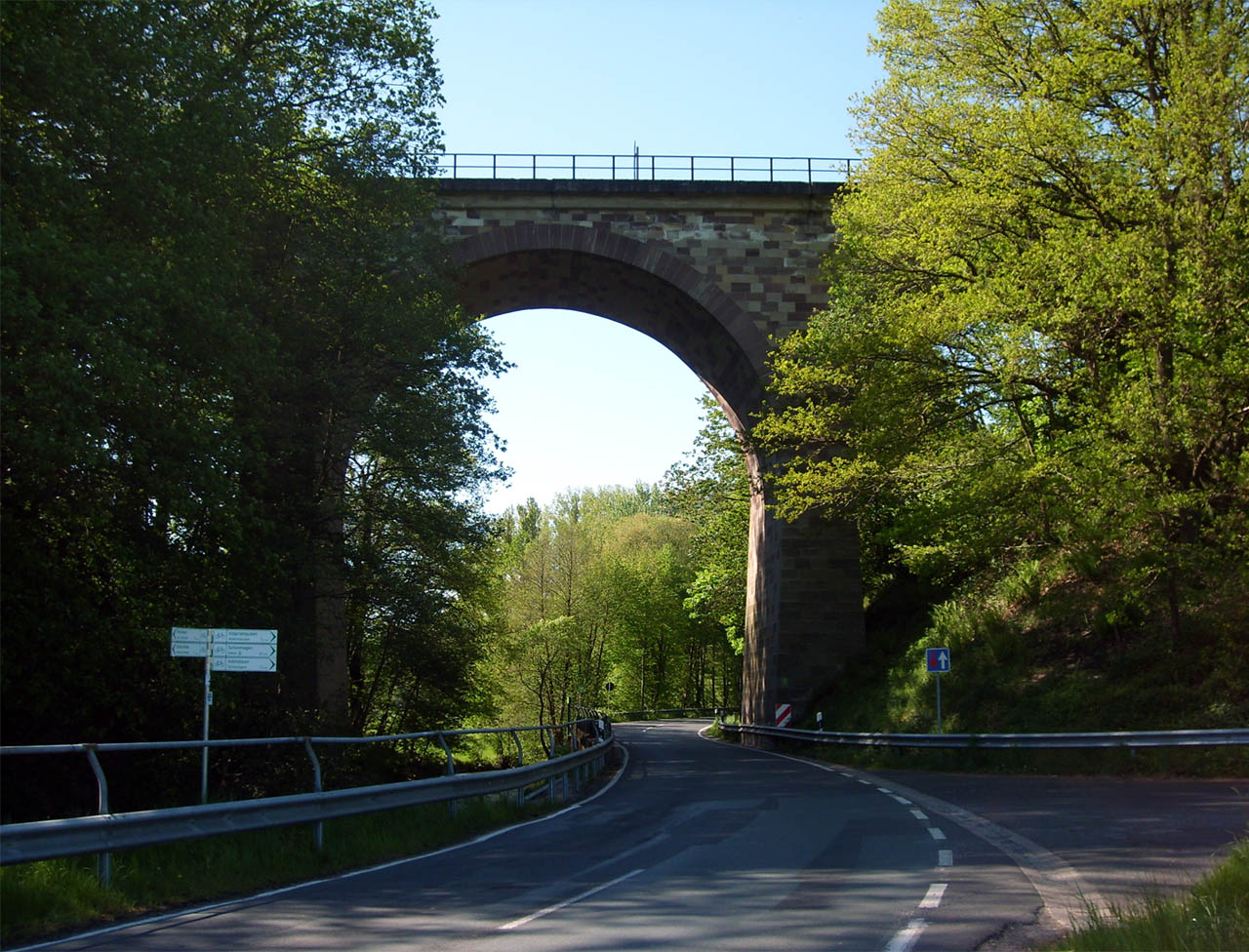
Viadukt südlich von Uslar

Uslar liegt an der Westrampe der eingleisigen, nicht elektrifizierten und 1878 eröffneten „Sollingbahn“ Ottbergen–Northeim (Han), die im Personenverkehr zweistündlich von DB Regio befahren wird. Die Strecke hat im Uslarer Ortsteil Allershausen bei Kilometer 35,52 und in Volpriehausen bei Kilometer 42,12 Haltepunkte (rückgebaute Bahnhöfe). Der Bahnhof Uslar in Allershausen verfügte bis 2007 über ein Ausweich- und ein Ladegleis (ist aber kein Gütertarifpunkt mehr) und ein mechanisches Stellwerk. 2008 wurde das Ladegleis ausgebaut. Das westliche Stellwerk mit der Bezeichnung „Uslar West Fahrdienstleiter (Uwf)“ wurde 1937 erbaut. Das östliche wurde bereits 1996 abgerissen. Seit Oktober 2008 ist das Stellwerk nicht mehr in Betrieb. Der Bahnhof wird über das EStw Göttingen fernüberwacht. Ferner führt die Strecke bei Allershausen und Bollensen über einen Damm, hat an der Steimke südöstlich der Kernstadt ein Viadukt und durchquert zwischen Volpriehausen und Ertinghausen einen 960 Meter langen Tunnel. Im Wechsel vom 19. zum 20. Jahrhundert war die Sollingbahn eine wichtige Strecke im deutschen Schienennetz und deshalb auch bedeutend für die Wirtschaft im Raum Uslar.
Ferner wird seit 1910 die ebenfalls nicht elektrifizierte Bahnstrecke Göttingen–Bodenfelde befahren. Diese Regionalbahn wird als Kursbuchstrecke 356 unter der Streckennummer 1801 geführt. Haltepunkte in der Nähe Uslars befinden sich in Offensen (Kilometer 24,73), Wahlsburg OT Vernawahlshausen und Bodenfelde. Die Station Verliehausen (Kilometer 28,28) ist geschlossen worden.
Über Göttingen besteht eine Anbindung an das Fernverkehrs-Netz der DB mit der ICE-Strecke Hannover–Würzburg. In Northeim, Göttingen und Ottbergen verkehren anschließend Regionalzüge, in Ottbergen insbesondere Richtung Höxter und Holzminden. Northeim bietet zudem Halte einzelner Züge der ICE-Linie 26.
Von 1921/1928 bis 1989/1990 existierte die Bahnstrecke Uslar–Schönhagen (Han) mit dem Bahnhof Uslar Stadt.
Die Sollinger Hütte hatte Anfang der 1980er Jahre einen der wenigen für den Schienenverkehr umgerüsteten VW-Busse.

#### Bus
Direkte Busanbindungen (Linie 210) des Verkehrsverbundes Süd-Niedersachsen (VSN) durch den Betreiber Regiobus Uhlendorff über die Haltestelle zur schwarzen Erde an Göttingen über Adelebsen und 510 nach Holzminden über Neuhaus im Solling.
Busanbindung über den ZOB im Westen der Kernstadt an alle Ortsteile sowie an Hardegsen (Linie 212), Bodenfelde, Derental und viele Ortsteile von Wesertal (in Hessen).

#### Flugverkehr
Der Flugplatz Uslar befindet sich 2 km westlich der Kernstadt.

#### Bootsverkehr
Über Bodenfelde gibt es eine Anbindung im Weser-Personenbootsverkehr zwischen Hann. Münden und Hameln.

### Medien
Es gibt eine Regionalausgabe der Hessischen/Niedersächsischen Allgemeinen (HNA) sowie diverse Werbewurfsendungen (z. B. „Tip aktuell“, „gelbes Blatt“ genannt und „Oberweserwochenzeitschrift“ (OWZ)), die dort die Zeitung ergänzen. Das Göttinger Tageblatt wird in Uslar ebenfalls gelesen. Es gab früher seit 1861 die wöchentlich erscheinenden „Sollinger Nachrichten“.
In und um Uslar können analog oder digital übertragene Radio- und Fernsehprogramme aus Niedersachsen, Hessen, Nordrhein-Westfalen, Sachsen-Anhalt und Thüringen terrestrisch empfangen werden, an einigen Stellen sogar Radioprogramme aus Bremen und Bayern. Die GSM-Telefonnetze sowie DAB haben viele Funklöcher um Uslar.
Die verschiedenen Ortsteile von Uslar liegen in vier verschiedenen Telefon-Ortsnetzen. Der größte Teil der Teilnehmer ist unter der Vorwahl 05571 erreichbar, während die östlichen Ortsteile die Vorwahl 05573 (Ortsnetz Uslar-Volpriehausen) haben. Offensen gehört zum Ortsnetz von Adelebsen und hat deshalb die Vorwahl 05506. Fürstenhagen gehört zum Ortsnetz von Oberweser und hat die Vorwahl 05574. Der Ortsteil Vernawahlshausen der hessischen Gemeinde Wahlsburg gehört hingegen auch zum Ortsnetz von Uslar und hat die Vorwahl 05571.
Im Postwesen hat Uslar die Postleitzahl 37170. Postfächer in Uslar haben die Postleitzahlen 37162 bis 37166 sowie 37168. Die frühere Postleitzahl war bis 1993 (W-)3418 mit den Zustellbezirken 1 und 2, wobei einige Dörfer die (inoffizielle) Postleitzahl 3419 hatten. Seit dem 18. Jahrhundert wird Uslar regulär vom Postdienst bedient.

### Öffentliche Einrichtungen
Verwaltung (mit Zweigstellen einiger Kreisbehörden wie z. B. Kfz-Zulassungsstelle).

### Bildung
Kindergärten, vier Grundschulen (in Uslar, Schoningen, Volpriehausen, Schönhagen), in der Kernstadt ein Kinderdorf, Sollingschule (Oberschule), Gymnasium Uslar, Förderschule Schwerpunkt Lernen, Volkshochschule, Fachschulen für Altenpflege und Heilerziehungspflege des Albert-Schweitzer-Familienwerkes.
Die örtlichen Schulen werden auch von Schülern aus den Nachbargemeinden Wesertal (Hessen) sowie Bodenfelde besucht. Schüler aus Uslar besuchen auch die Gesamtschule Bodenfelde.
Bis 2002 gab es auch eine Orientierungsstufe.

## Sonstiges
- Die Uslarer Polizeistation ist auch für Bodenfelde zuständig. Auch der zum Revier gehörende Teil der Weser mit hessisch/niedersächsischer Landesgrenze in der Flussmitte gehört polizeilich auf ganzer Flussbreite zu dieser Station.
- Das Eigenschaftswort und die Einwohner heißen „Uslarer“ nicht wie gelegentlich zu hören „Uslaraner“.

### Mundart
- Eine niederdeutsche Mundart wird noch von älteren Einwohnern gesprochen.

## Persönlichkeiten

### Söhne und Töchter der Stadt

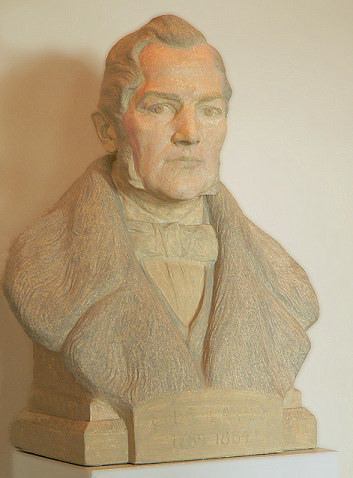
Steinbüste im Laveshaus

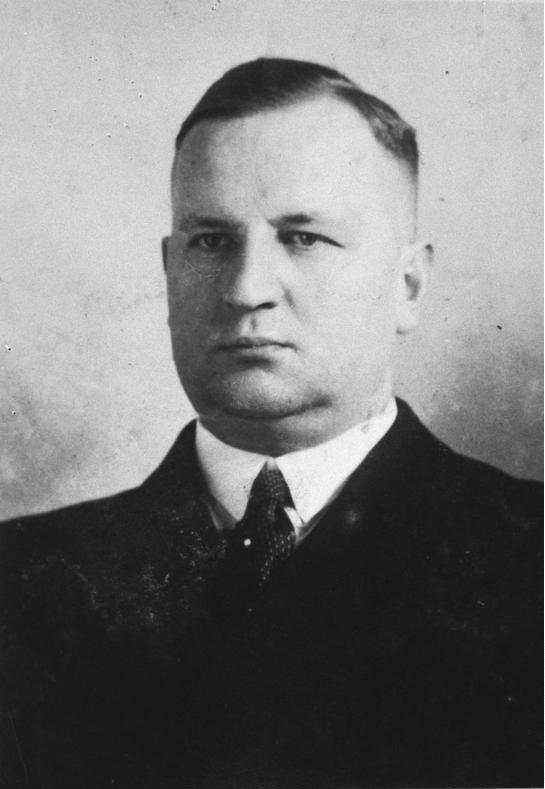
Harry Haffner, 1937

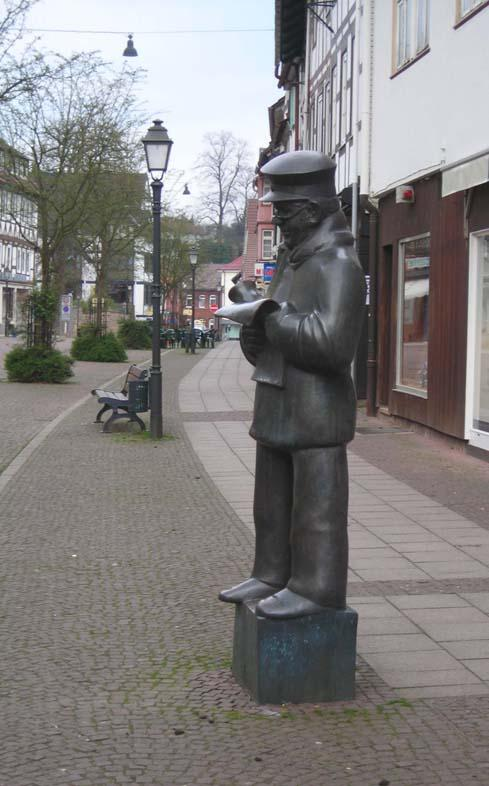
Denkmal des „Redners Bode“

- Justus Ludwig Schlemm (1686–1765), braunschweig-lüneburgischer Amtmann
- Johann Christian Paulsen (1748–1825), Forstmann
- Franz von Morgenstern (1787–1869), Offizier, Landtagsabgeordneter, Minister für Kriegswesen in Herzogtum Braunschweig und Militärschriftsteller
- Georg Ludwig Friedrich Laves (1788–1864), Architekt des Klassizismus, wirkte seit 1814 in Hannover (u. a. von ihm: Umbau des Leineschlosses, Bibliothekspavillon Herrenhausen, Mausoleum in Berggarten, Waterloosäule, Opernhaus). Von ihm wurde auch die Neugestaltung der St. Johanniskirche in Uslar übernommen, die allerdings nicht vollendet wurde. Weiterhin geht auf ihn die Abgeschrägung der Häuserecken an der Kreuzung Kurze Straße/Braustraße/Mühlenstraße als Brandvorsorge zurück.
- Gustav Herbst (1803–1893), Physiologe und Hochschullehrer
- Karl Reutter (1830–1891), Kaufmann, Privatier und Abgeordneter zum Österreichischen Abgeordnetenhaus
- Hermann Brauns (1838–1911), Hütteningenieur, Industriemanager und Politiker (NLP), Abgeordneter im Provinziallandtag von Westfalen, Präsident der Handelskammer Dortmund
- Richard Greve (1840–1913), lutherischer Pfarrer
- Karl Deichmann (1863–1940), Gewerkschafter und Politiker (SPD), Reichstagsabgeordneter, Senator und Bürgermeister in Bremen
- Oskar Zeller (1863–1949), Chirurg
- Abraham Albert Kahlberg (1883–1966), liberaler Rabbiner
- Karl Unselt (1894–1970), Schriftsteller
- Harry Haffner (1900–1969), nationalsozialistischer Jurist. Als Nachfolger Roland Freislers amtierte er als letzter Präsident des Volksgerichtshofs.
- Karl Siegert (1901–1988), Jurist und Hochschullehrer für Strafrecht, Straf- und Zivilprozessrecht
- Otto Adam (1907–1943), Widerstandskämpfer gegen das NS-Regime
- „Redner Bode“. Sein Denkmal steht in der ehemaligen Fußgängerzone vor der Kreissparkasse und er ist auf dem 50-Pfennig-Schein des früheren Uslarer Notgelds von 1921 abgebildet.[78] Er war eine Art wandelndes Mitteilungsorgan für die Uslarer Bürger.
- Gustav Stapp (1926–1985), Politiker (SPD), Abgeordneter im Landtag von Nordrhein-Westfalen, Landrat des Kreises Dinslaken und Bürgermeister von Walsum
- Martin Woythal (1928–2012), Landrat des Kreises Hanau
- Martin Just (* 1930), Musikwissenschaftler und Hochschullehrer i. R.
- Günter Engelhardt (1934–2010), Politiker (SPD), Mitglied des Landtags von Niedersachsen
- Rolf Johanning (* 1940), Kommunalpolitiker (SPD), Stadtpräsident von Kiel
- Harald Groth (1943–2025), Politiker (SPD), Mitglied des Landtags von Niedersachsen und Oberbürgermeister von Delmenhorst
- Nana Nauwald (* 1947), Bildende Künstlerin, Malerin, Buchautorin und Dozentin für Rituale der Wahrnehmung
- Hans-Joachim Kümpel (* 1950), Geophysiker und Hochschullehrer
- Bettina Wente (* 1960), Filmproduzentin
- Barbara Ahrens (* 1969), Sprach- und Dolmetschwissenschaftlerin
- Frank Teuteberg (* 1970), Hochschullehrer für Wirtschaftsinformatik

### Weitere Persönlichkeiten, die mit Uslar verbunden sind
- Detlef Hörold (1955–2016), freiberuflicher Entertainer und Musiker
- Ingo Bartussek (* 1957), Tierfotograf (vor allem durch seine Waschbärfotos bekannt), wohnt in Allershausen